# Américo Vespucio
Américo Vespucio (en italiano: Amerigo Vespucci [/ameˈriɡo vesˈputtʃi/]) (Florencia, 9 de marzo de 1454-Sevilla, 22 de febrero de 1512) fue un comerciante, explorador y cosmógrafo florentino, naturalizado castellano en 1505, que participó en al menos dos viajes de exploración al Nuevo Mundo, continente que hoy en día se llama América en su honor. Desempeñó cargos importantes en la Casa de contratación de Sevilla, de la que fue nombrado piloto mayor en 1508; pero su fama universal se debe a dos obras publicadas bajo su nombre entre 1503 y 1505: el Mundus Novus y la Carta a Soderini, que le atribuyen un papel protagonista en el Descubrimiento de América y su identificación como un nuevo continente. Por esta razón el cartógrafo Martín Waldseemüller en su mapa Universalis Cosmographia de 1507 acuñó el nombre de «América» en su honor como designación para el Nuevo Mundo. El relato a menudo fantasioso y contradictorio de sus viajes lo han ubicado como una de las figuras más controvertidas de la era de los descubrimientos.

## Biografía

### Florencia

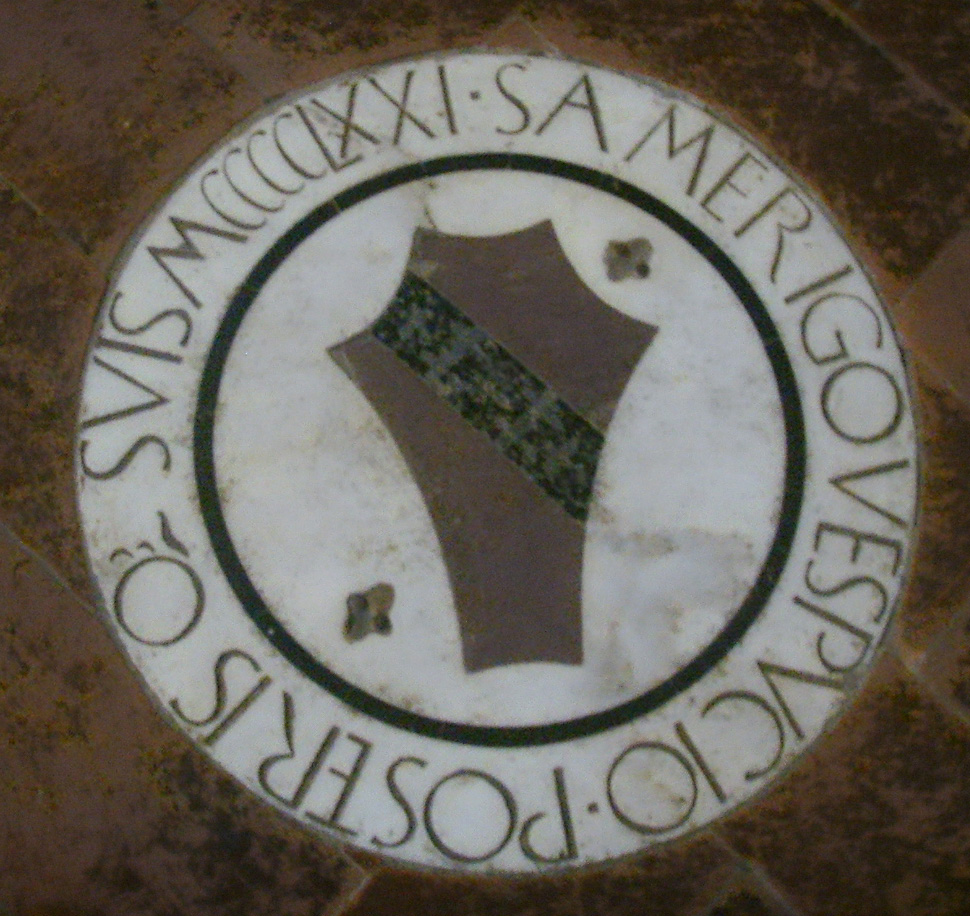
Lápida sobre la tumba del abuelo homónimo de Américo Vespucio, muerto en 1468, con el escudo de la familia vespucci o Vespucio. Iglesia de Ognissanti, Florencia.

Era el segundo hijo de Nastagio Vespucci, un notario florentino especializado en intercambio de divisas, y de Lisa di Giovanni Mini. Le pusieron el nombre de su abuelo, que murió en 1468. El mayor de los hermanos, Antonio, estudió Derecho y el segundo, Girolamo, se hizo sacerdote. Américo tuvo también un hermano pequeño, Bernardo, y varios otros que murieron poco tiempo después de nacer. Su tío paterno fue el ilustrado fraile dominico Giorgio Antonio Vespucci, amigo de Lorenzo de Médici "el Magnífico", del ocultista Giovanni Pico della Mirandola y del geógrafo Toscanelli; y tuvo a su cargo la educación del joven.
Giorgio había donado a la ciudad en 1450 su importante colección de libros y por la misma época había abierto una escuela para los hijos de los aristócratas florentinos en su convento de San Marcos. Allí formó a Américo y a otros jóvenes en las enseñanzas de Aristóteles, Ptolomeo y Estrabón sobre astronomía, cosmografía y geografía; en la lectura de los clásicos y particularmente en el dominio de la lengua docta, el latín (en la Biblioteca Riccardiana de Florencia existe un pequeño códice de su autoría, titulado Dettati da mettere in latino, escrito en ese idioma). Américo adquirió una predilección por Virgilio, Dante y Petrarca, y probablemente leyese los libros de viajes de Marco Polo. Dejó constancia escrita de su escepticismo hacia las creencias cristianas:

...Finalmente, tengo en poca estima las cosas del cielo y estoy cerca incluso de negarlas.

A principios de los años 1470, el clan de los Vespucci encargó al pintor florentino Domenico Ghirlandaio, por entonces aún poco conocido, un retrato de familia para decorar una capilla de la iglesia de Ognissanti. En el siglo XVI Giorgio Vasari afirmó que uno de los retratados era Américo pero no hay evidencia objetiva de ello.

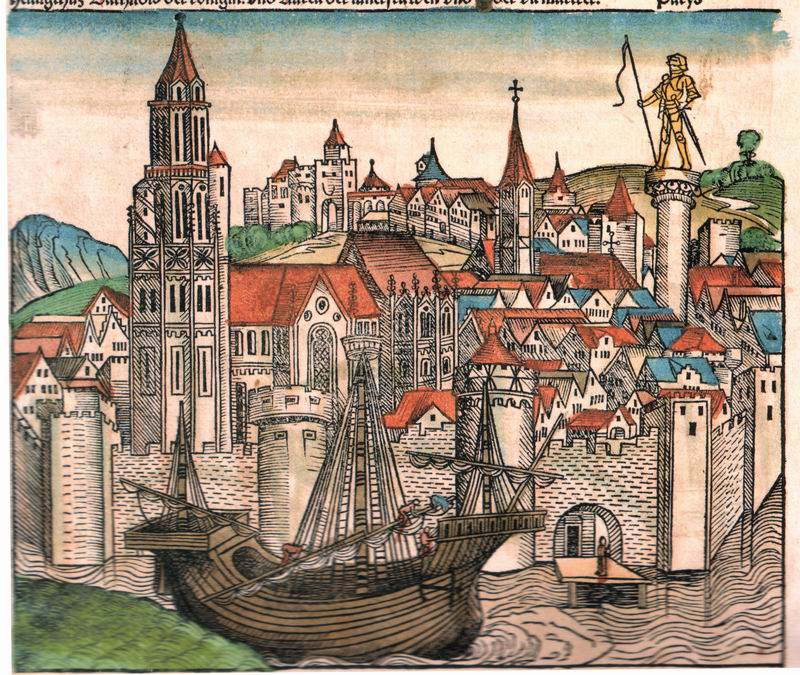
Dibujo de la ciudad de París hacia fines del

En 1478 la reacción de los Médici a la fallida conspiración de los Pazzi precipitó el enfrentamiento de Florencia con el papa Sixto IV y causó la guerra con Nápoles. Lorenzo el Magnífico decidió enviar un embajador a la corte de Luis XI en París para que el monarca francés declarase la guerra a Nápoles. Eligió para ello a Guidantonio Vespucio, otro de los miembros ilustres del clan Vespucci. Américo, que entonces tenía 24 años, acompañó a su pariente en un papel que se desconoce, quizás como criado o secretario personal. La misión fue un fracaso porque Luis XI estaba aún digiriendo la anexión del ducado de Borgoña y se negó a entrar en guerra en Italia. Tío y sobrino fueron llamados de vuelta a Florencia en 1480 tras la firma de la paz con Nápoles y la normalización de relaciones con el Papado.
La fortuna de los Vespucci estaba en lenta decadencia desde hacía décadas. Su padre quería que Amerigo se dedicara exclusivamente a los negocios del clan. Consiguió que desistiera de estudiar en la Universidad de Pisa y, gracias a las gestiones de Guidantonio, que se empleara en Florencia como agente comercial a las órdenes de Lorenzo di Pierfrancesco de Médici y su hermano Giovanni. Mientras estuvo en Florencia, su ocupación principal fue como comisionista en la compra-venta de piedras preciosas a cuenta de terceros.
El padre de Américo murió en abril de 1482, época en que Florencia empezaba a convulsionarse por la denuncia moral del fraile Girolamo Savonarola. Sus dos hermanos, Girolamo y Bernardo, eran de carácter vagabundo y bohemio, y habían encontrado otros rumbos muy alejados de la ciudad.
En Florencia, Americo tuvo una hija con una mujer sin estar casados. Se ignoran los nombres de ambas y el hecho solo se conoce por una carta recibida desde España en fecha incierta:

Dime cómo está tu hija y la madre, y cierta mujer llamada Francesca. A todas mil recuerdos. Quisiera saber si la Lisandra está bien. No porque la quiera, sino por saber si está viva o muerta. Ella tiene una pobre idea de mí, y yo peor de ella. Muchos recuerdos a todos en casa de Lorenzo, y especialmente al maestro Giacomo, el zapatero.

### Sevilla

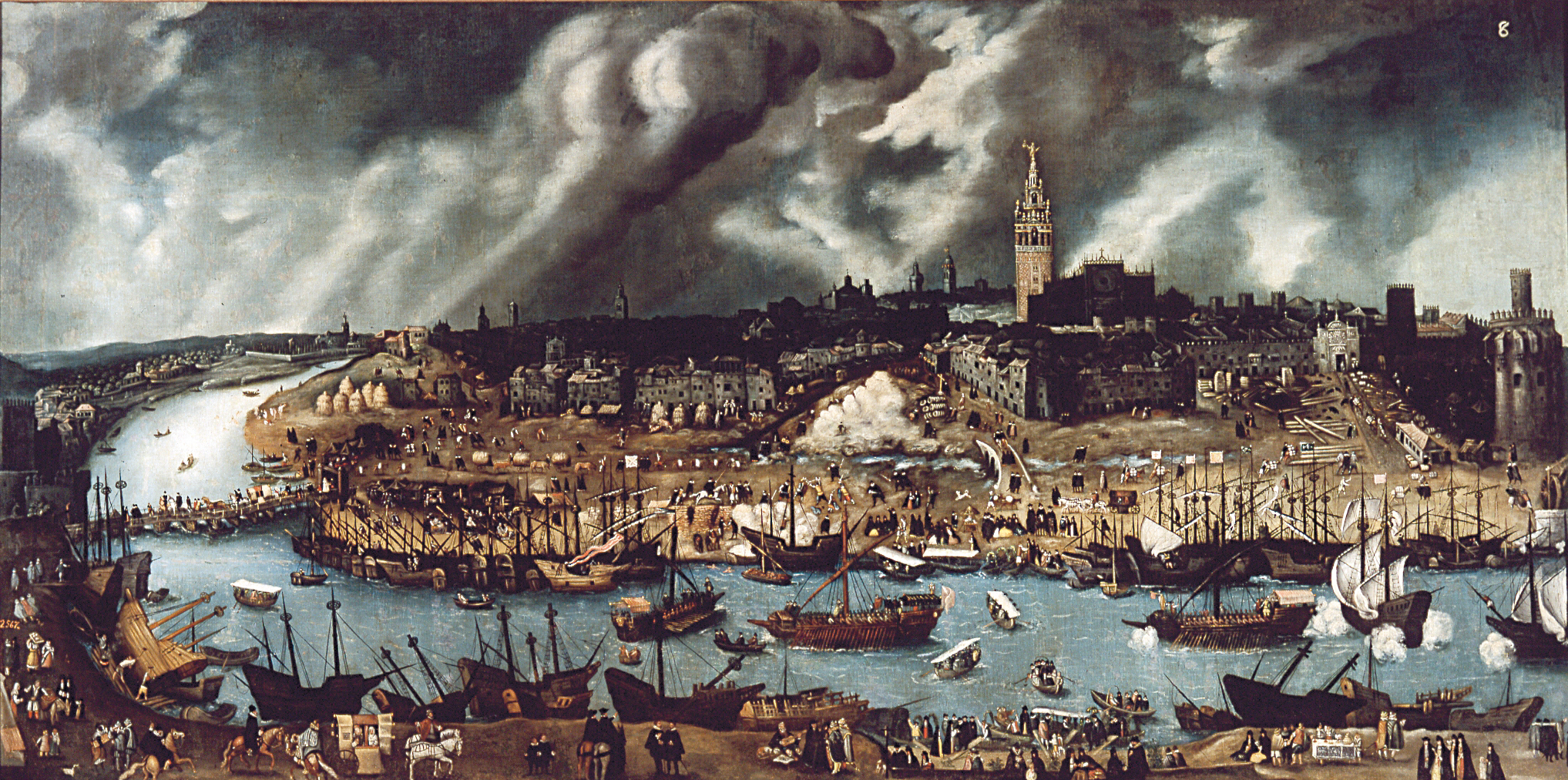
Dibujo de la Sevilla del

En 1489 Lorenzo di Pierfrancesco di Medici despidió a su agente comercial en Sevilla y le encargó a Américo que buscase un sustituto para el puesto. Américo propuso a Juanoto Berardi, empresario florentino establecido en Sevilla desde 1485, y Lorenzo lo contrató. La península ibérica era en esta época un próspero centro mercantil, y Sevilla el centro económico más importante de la corona de Castilla. Los reyes de Castilla y Aragón, Fernando e Isabel estaban por entonces finalizando la conquista del Reino nazarí de Granada.
Américo se mudó a Sevilla a finales de 1491 o principios de 1492, en principio aún a las órdenes de Pierfrancesco pero en la práctica convirtiéndose en agente de Juanoto Berardi, que se dedicaba a la trata de esclavos y al armado y aprovisionamiento de barcos, una actividad que había crecido considerablemente a lo largo del siglo XV luego de que se localizara en Guinea la llamada Mina de Oro. Berardi participó como inversor y como subcontratista en los preparativos de los primeros viajes de Cristóbal Colón al Nuevo Mundo y por su intermedio Vespucci y Colón entablaron amistad. El negocio sin embargo resultó ruinoso para Berardi, que murió en diciembre de 1495. Américo fue uno de los albaceas de su testamento, en el que reclamaba 180 000 maravedíes a Colón. Entre 1495 y 1497 fue reemplazado oficialmente como agente de Lorenzo de Pierfrancesco por Piero Rondinelli. En enero de 1496, Américo se encontraba en Sanlúcar de Barrameda aprovisionando una flota de cuatro carabelas fletadas por el difunto Berardi para llevar suministros a La Española. A los pocos días de partir de Sanlúcar, una tormenta sorprendió a los navíos y los embarrancó en las costas gaditanas. Alice Gould formuló la hipótesis de que quizás Vespucci embarcase él mismo en la nao capitana de esta malograda flotilla, pero los estudios más recientes consideran más probable que se quedase en tierra para preparar otras flotas a las que se había comprometido.
A mediados de 1496 Colón regresó de su segundo viaje, partió en 1498 en su tercer viaje a las Indias y por fin en 1499 fue arrestado en la Española y llevado encadenado ante los reyes, que pusieron definitivamente fin al monopolio colombino de las navegaciones a las Indias. A partir de entonces autorizaron numerosos viajes para explorar y conseguir riquezas de las nuevas tierras. Américo se embarcó en el primero de ellos, el capitaneado por Alonso de Ojeda en 1499 a la actual costa de Venezuela. Regresó enfermo pero con 14 perlas, cuya venta le reportó más de 1000 ducados.
Algunos textos atribuidos a Vespucci afirman que habría participado en una expedición anterior, entre 1497 y 1498-99. El consenso entre los historiadores actuales es que tal viaje nunca existió.

### En Portugal

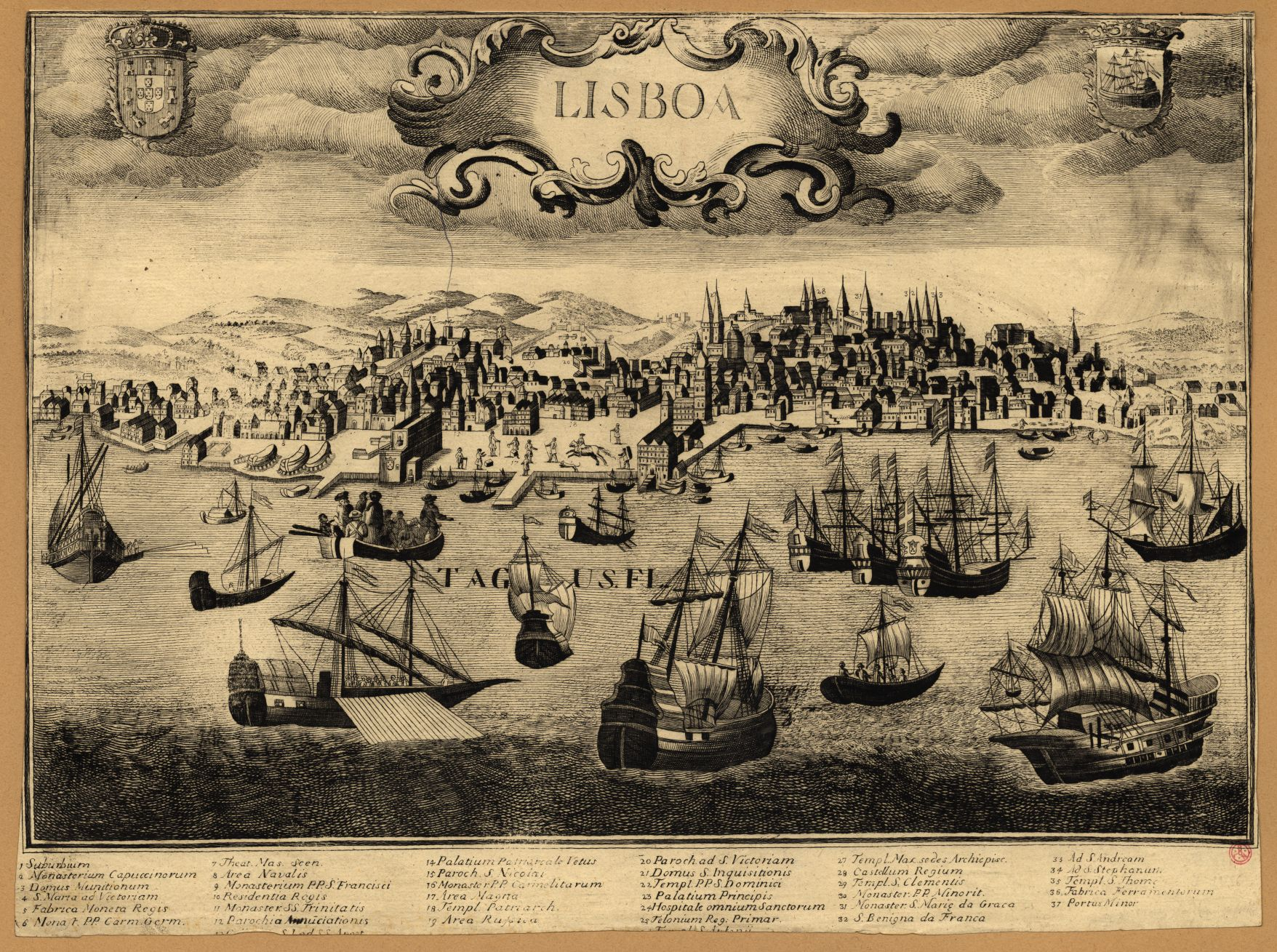
Grabado de la ciudad de Lisboa en el

A finales de 1500 o principios de 1501 Vespucci se mudó a Lisboa, donde se embarcó en una expedición portuguesa. El motivo por el cual dejó Castilla ha sido objeto de controversia entre los historiadores. La versión de Vespucci es que recibió una invitación de parte del rey portugués. Se ha especulado que pudo ser una maniobra de espionaje concertada con la Corona castellana. Por otra parte, en 1499 se había desatado en Castilla una ola de xenofobia que hizo que los reyes prohibieran a extranjeros embarcar hacia las Indias.
Esta expedición portuguesa al Nuevo Mundo se halla bien documentada y los investigadores no dudan de que se realizase, aunque su propósito no está totalmente claro: quizás reconocer la tierra descubierta por Cabral en 1500. El papel de Vespucci en ella parece haber sido sobre todo comercial, si bien él escribiría después que había participado por mera curiosidad, "para ver mundo". En cualquier caso los barcos retornaron a Lisboa con resultados económicos nulos.
En la Carta a Soderini se relata otro viaje de Vespucci en barcos portugueses, en 1503-1504, que tiene cierto parecido con una expedición liderada por Gonçalo Coelho. Existe división de opiniones sobre si Vespucci tomó realmente parte en ese viaje.

### De nuevo en España
Existe constancia de la presencia de Vespucci en Sevilla en 1502 y de nuevo en febrero de 1505, cuando una carta de Cristóbal Colón a su hijo Diego elogia al florentino y dice que lo tenía viviendo en su casa.
Vespucio se casó con una mujer llamada María Cerezo muy probablemente ese mismo año. Era hija, quizás extramatrimonial, de Gonzalo Fernández de Córdoba. Se cree que la relación entre ambos se remontaba al primer período sevillano del navegante. Por otra parte, en 1504 y 1505 aparecieron publicadas en París y en Florencia dos obras, llamadas habitualmente Mundus Novus y Lettera o Carta a Soderini, que relatan supuestas navegaciones realizadas por Vespucci y que le darían a la postre fama universal.
Para estas fechas la reina Isabel había muerto y su esposo Fernando, rey ya únicamente de Aragón, había asumido la regencia de Castilla en nombre de su hija y heredera de ambos, Juana, llamada después «la Loca». Vespucci pasó a trabajar al servicio de la corona y fue declarado natural de los «reinos de Castilla y de León» en 1505: 

Doña Juana, por la gracia de Dios (...) Por hacer bien y merced a vos Amerigo Vezpuche, florentín, acatando vuestra fidelidad é algunos vuestros buenos servicios que me habéis fecho, é espero me haréis de aquí adelante, por la presente vos hago natural destos mis reinos de Castilla y de León, é para que podáis haber é hayéis cualesquier oficios públicos Reales é concejales, que vos fueren dados é encomendados, é para que podáis gozar é gocéis de todas las buenas honras é gracias é mercedes, franquezas é libertades, exenciones, preeminencias, prerrogativas e inmunidades (...)

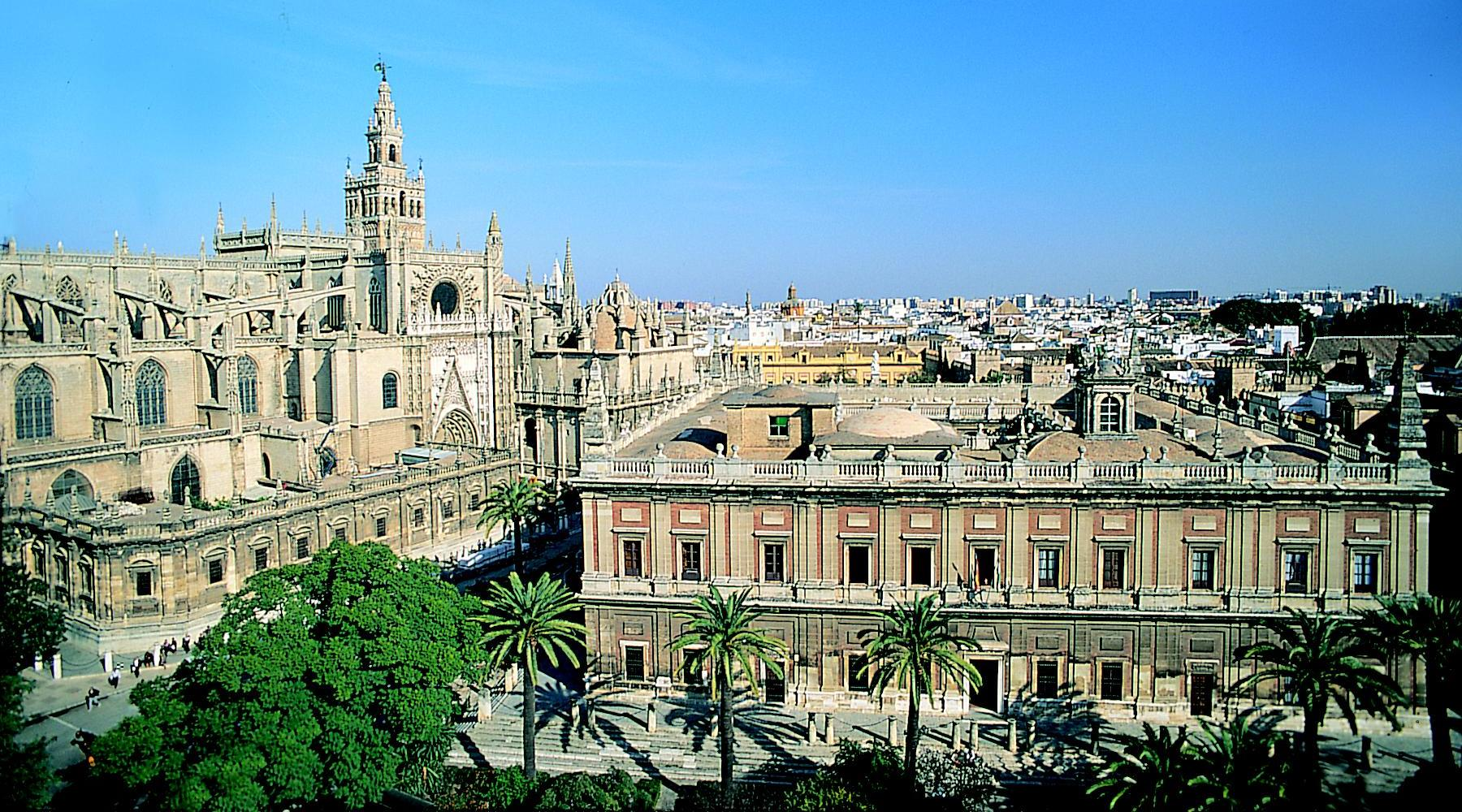
Edificio del Archivo General de Indias, donde se preservan los documentos de la Casa de contratación de Sevilla.

El rey Fernando le encargó a Vicente Yáñez Pinzón una expedición para encontrar el paso por occidente a las islas de la Especiería, a bordo de una flotilla cuyas naves se construirían en Vizcaya. Vespucci se encargó de proveer los suministros para la flota y fue nombrado capitán de uno de los barcos. Sin embargo, aunque todos sus preparativos fueron llevados a término, este viaje nunca se llevó a cabo, ya que la rivalidad entre Fernando y el nuevo rey castellano, Felipe el Hermoso, introdujo una serie de demoras e incertidumbres en el proyecto que terminó siendo cancelado.
Hacia 1506 Vespucci se había convertido en un personaje indispensable en la Casa de la Contratación de Sevilla, organizando y proveyendo expediciones destinadas a las Indias.
A finales de 1507 y principios de 1508 se le ordenó transportar un cargamento de oro a la corte y fue convocado por el rey a participar en una reunión de cosmógrafos y navegantes junto con Yáñez Pinzón, Juan de la Cosa y Juan Díaz de Solís. En febrero de 1508 tuvo lugar esta reunión, denominada Junta de Burgos, presidida por el rey Fernando, que ya había recuperado el gobierno de Castilla tras la muerte de su yerno Felipe. Allí se decidió retomar los planes de exploración del Nuevo Mundo, en especial los concernientes al Paso del Sur, que habían perdido fuerza durante el interregno del Habsburgo. El rey comisionó a Yáñez Pinzón y a Díaz de Solís para la búsqueda de este camino a la Especiería. A Vespucci se le otorgó un nuevo rol que lo mantendría en tierra firme: el 22 de marzo el rey Fernando lo nombró "piloto mayor de Castilla", dependiente de la Casa de contratación. Sus funciones serían las de enseñar las habilidades de navegación (en especial el manejo del cuadrante y del astrolabio), cosmografía y pilotaje en la nueva escuela naval de la ciudad; de seguir y calificar el progreso de los aprendices; de aplicar sanciones por violación de las normas; de inspeccionar instrumentos de navegación e investigar sobre los problemas relacionados con la actividad. Además tenía a su cargo la responsabilidad de los registros cartográficos e hidrográficos, siendo una labor central la confección del Padrón Real, el mapa donde figurarían todos los hallazgos nuevos.
El rey lo nombró piloto mayor para que introdujera a los pilotos españoles en el uso de métodos astronómicos de navegación, sustituyendo sus viejas prácticas de estima, y para que los examinara, asegurándose de su competencia. Vespucci se quejaría después de que sus alumnos eran reacios a aprender sus lecciones. El historiador Felipe Fernández-Armesto opina que las técnicas astronómicas propuestas por el florentino eran "esencialmente inútiles" debido a la insuficiencia técnica de los instrumentos de la época y que los pilotos andaluces tenían razón en sentirse humillados al tener que ser examinados por alguien con tan poca experiencia práctica de navegación. Vespucci nunca llegó a completar el Padrón Real y no se conserva ninguna obra cartográfica firmada por él, si bien se le han atribuido dos mapamundis anónimos: el denominado Kunstmann II y el Egerton MS. 2803. Por otra parte, fue amonestado en 1510 por vender mapas de estraperlo.
Americo siguió proveyendo suministros para expediciones de exploración e invirtió en 1509 en el intento de establecer una colonia en Veragua, que se saldó con un fracaso e importantes pérdidas económicas.
Se atribuye a Vespucci la idea de construir en Vizcaya barcos con el casco revestido de plomo para otorgarles mayor resistencia en los traicioneros arrecifes y bancos de arena de las aguas del Caribe.
Como piloto mayor tenía un sueldo de 75 000 maravedíes anuales, que le permitía vivir cómodamente pero sin grandes lujos. Vivía en una casa en la calle Del Rey, alquilada a su vecino de al lado, el obispo Juan Rodríguez de Fonseca. Tenía dos criados blancos y cinco esclavos: cuatro mujeres y un varón. Una de ellas, llamada Isabel, canaria, dio a luz a un niño y una niña en esa misma casa. Con base en ciertos indicios del testamento de Vespucio, Consuelo Varela Bueno no descarta que, como no era raro en la época, fueran los propios hijos del navegante.
Amerigo Vespucci murió el 22 de febrero de 1512. En su único testamento conocido legó sus bienes en Sevilla a su mujer, incluyendo 144 000 maravedíes que aún le adeudaban los herederos de Berardi y otra cantidad menor que le debía Juan de la Cosa; sus bienes en Florencia a su madre, si aún estaba viva, y si no a sus hermanos Antonio y Bernardo; y su ropa, libros e instrumentos (incluyendo un astrolabio de metal) a su sobrino Juan Vespucci, hijo de su hermano Antonio. Nombró albaceas de su testamento al mercader florentino Piero Rondinelli y al canónigo Manuel Castaño. Su esposa recibió una pensión de la Corona mediante decreto real del 28 de marzo de 1512, a cuenta de los servicios dados por su esposo como piloto mayor. A la muerte de María Cerezo, un decreto del 26 de diciembre de 1524 otorgó el resto de la pensión a su hermana Catalina, lo que prueba que no dejó hijos herederos. Su testamento se conserva en el Archivo de Protocolos Notariales de Sevilla.
En su testamento pidió ser enterrado en la iglesia de San Miguel y, si no fuera posible, en la iglesia del convento de San Francisco. Fue enterrado en la iglesia de San Miguel, donde tenía su panteón la familia de su esposa, María Cerezo. El convento de San Francisco fue derribado tras la desamortización de 1835 y la iglesia de San Miguel fue derribada por la Junta Revolucionaria de 1868. Existe la creencia de que en la actualidad su tumba se encuentra en la iglesia de Ognissanti de Florencia.

## Relatos de viajes atribuidos a Vespucio

Vespucio despierta «América» (grabado, 1638).

Se conservan varios textos escritos por Américo Vespucio o publicados utilizando su nombre que relatan principalmente viajes de exploración al Nuevo Mundo. Muchos historiadores los han tomado como evidencias documentales a partir de las cuales deducir en qué expediciones participó Vespucio y cuales fueron sus fechas e itinerarios, tratando de discernir lo auténtico de lo inventado y lo escrito realmente por el florentino de lo añadido por otras manos. Ello ha generado gran controversia y teorías que adscriben a Vespucio desde solo dos viajes transoceánicos hasta seis. Felipe Fernández-Armesto ha recomendado que se consideren estas obras no tanto como fuentes históricas sino sobre todo como literatura autobiográfica y por tanto subjetiva, propagandística y probablemente mezcla de realidad y de ficción.
Han llegado a nuestros días seis textos atribuidos a Vespucio que narran sus viajes, reales o inventados; de ellos, cuatro (o tal vez cinco) están dirigidas a su antiguo patrón, Lorenzo di Pierfrancesco de Médici. Todos tienen formato de carta, incluso los que fueron impresos para difusión pública. En orden cronológico:
1. Carta dirigida a Pierfrancesco desde Sevilla el 18 de julio de 1500, que relata una expedición castellana realizada "con dos carabelas" en 1499-1500. Se conservan seis copias manuscritas, ninguna de la mano de Vespucio pero coincidentes entre sí.[50]
2. Carta manuscrita dirigida a Pierfrancesco desde Cabo Verde el 4 de junio de 1501 durante su viaje en naves portuguesas; fue encontrada y publicada en 1827. Esencialmente relata una expedición portuguesa anterior a la India, la capitaneada por Pedro Álvares Cabral.
3. Tercera carta manuscrita, enviada también a Pierfrancesco desde Lisboa al regresar de la expedición portuguesa, en el año 1502. Se la conoce como la "Carta de Lisboa" y fue descubierta y publicada en 1789.
4. Carta impresa en París en 1504 con el título de Mundus Novus, en latín. Relata los dos viajes mencionados en las cartas manuscritas precedentes y añade por primera vez uno anterior, una supuesta expedición castellana de 1497. Fue un gran éxito editorial y se tradujo a varias lenguas.
5. Fragmentos de una carta manuscrita en italiano, sin encabezamiento ni datación. Fue descubierta por Roberto Ridolfi y publicada en 1937, por lo que se le llama Fragmento Ridolfi o Carta Fragmentaria. Está escrita en forma de defensa contra quienes objetan la verosimilitud de las aseveraciones de cartas anteriores. No se conoce el destinatario.[51]
6. Carta impresa en Florencia circa 1505 con el título de Lettera di Amerigo Vespucci delle isole nuovamente trovate in quatro suoi viaggi (Carta de Américo Vespucio sobre las islas recientemente descubiertas en sus cuatro viajes), comúnmente abreviada Lettera. Añade a los tres viajes narrados por Mundus Novus otro posterior realizado bajo pabellón portugués.

Subsisten además multitud de copias, ediciones y traducciones de este correo privado, generalmente plagadas de errores de transcripción y de tipografía. La principal controversia se centra en las cartas llamadas «públicas»: la cuarta (Mundus Novus) y la sexta (Lettera).
También se conserva abundante correspondencia de la juventud de Amerigo, que fue hallada y presentada a la ciencia por Ida Masetti Bencin y Mary Howard Smith recién en 1902. Se trata de 71 cartas que nunca fueron compiladas en un libro y que apenas vieron circulación impresa. Existe también un libro de ejercicios del navegante que jamás fue publicado. Estos documentos arrojan luz sobre aspectos de la vida del personaje no relacionados con sus viajes.

### Carta del 18 de julio de 1500

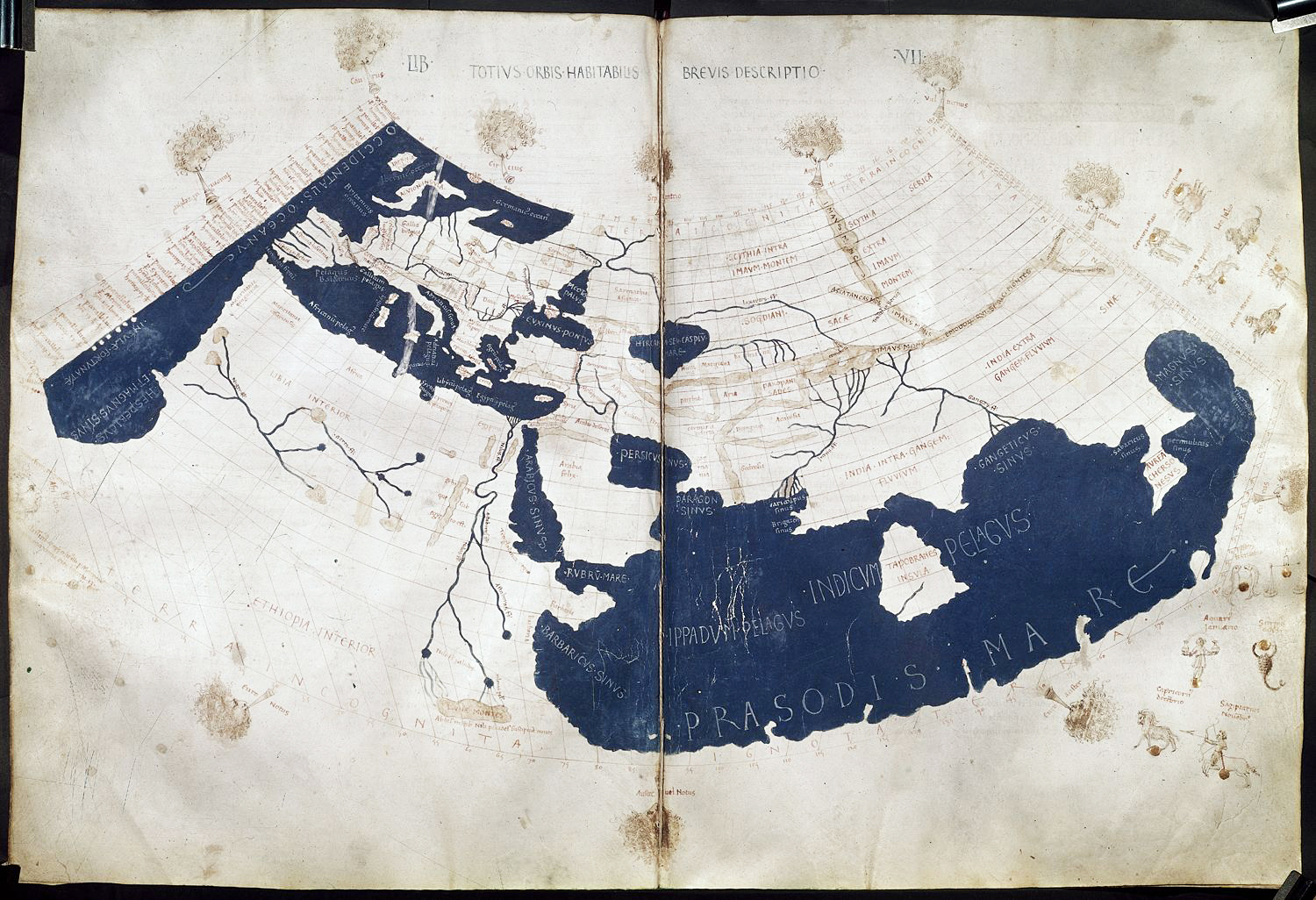
Reconstrucción hecha en el del mapamundi de Ptolomeo, con base en descripciones en su Geographia (circa 150). Se observan los países de Seres y Sinae (China) en el extremo derecho, más allá de la isla de Taprobane (Sri Lanka, muy desproporcionada) y el Aurea Chersonesus (península de Malasia). De la carta de Vespucio de 1500 se deduce que creía estar navegando por estas aguas.

Se conservan seis copias manuscritas de una carta dirigida a Lorenzo di Pierfrancesco de Médici desde Sevilla el 18 de julio de 1500 que relata una expedición castellana realizada «con dos carabelas» en 1499-1500. Las seis copias son prácticamente idénticas si bien ninguna es de la mano de Vespucio. Fue publicada por vez primera por el abate florentino Angelo Maria Bandini en su Vita e lettere di Amerigo Vespucci gentiluomo fiorentino de 1745.
Vespucio no explica qué rol jugaba en la expedición pero, al no mencionar el nombre del capitán y contar los hechos siempre en primera persona, el lector podría sobreentender que era él quien estaba al mando. Según la carta, la escuadra partió el 18 de mayo de 1499 e hizo escala en las Canarias. Desde allí cruzaron «el mar Océano» y tras 24 días de navegación avistaron tierra. Vespucio describe una isla poblada por caníbales y una «tierra firme» continental muy poblada; a continuación una isla cuyos habitantes tenían gran estatura comparados con los europeos y otra con «una grandísima población que tenía sus casas construidas en mar como Venecia». Proporciona algunos datos de latitud, longitud y distancias pero solo menciona un topónimo: el golfo de Paria. Por ello resulta difícil para los historiadores establecer el itinerario seguido por la expedición, suponiendo que el relato de Vespucio sea fidedigno. La carta insiste en la desnudez de los habitantes de las tierras descubiertas y narra varias batallas en las que los exploradores mataron a gran número de indígenas y saquearon e incendiaron sus viviendas muriendo solo dos europeos. Destaca la gran diversidad lingüística de estos territorios y menciona dos recursos abundantes: algodón y palo brasil. Durante esta exploración Vespucio estaba convencido de estar recorriendo "los confines del Asia por la parte de oriente, y el principio por la parte de occidente".
Al cabo de 700 leguas, sigue la carta, decidieron retirarse a La Española para reparar los navíos y descansar. Después emprendieron el regreso a Europa con rumbo norte, pasando por unas islas en las que apresaron a 232 indígenas para venderlos como esclavos. Afirma Vespucio que en el regreso pasaron por las Azores, las Canarias y Madeira y por fin llegaron a Cádiz 13 meses después de partir. En el viaje de vuelta murieron 32 de los indios esclavizados. Vespucio dice estar enfermo con fiebre cuartana y afirma estar preparando una nueva expedición para ir a descubrir la isla Taprobana.
Al final de la carta da noticias del viaje del portugués Vasco da Gama (al que no cita), que acababa de regresar a Lisboa tras circunnavegar África y llegar a Calicut en la India. Trata de restarle méritos («es una ruta de la cual hablan todos los autores de cosmografía») pero reconoce su gran éxito comercial. Probablemente los resultados de la expedición castellana se considerasen decepcionantes comparados con los de los portugueses.

#### Observaciones astronómicas
La carta incluye varias informaciones astronómicas que ya eran bien conocidas tanto por los cosmógrafos académicos como por los navegantes del siglo XV  Así, explica que en el ecuador el día y la noche duraban lo mismo y menciona que tras rebasar el trópico de Cáncer pudieron observar el fenómeno del sol cenital.

Navegamos tanto hacia la parte del mediodía que entramos en la zona tórrida y dentro del círculo de Cáncer: y habéis de tener por cierto que en pocos días, navegando por la zona tórrida hemos visto las cuatro sombras del Sol, por cuanto el sol se hallaba en el cenit a mediodía.
Traducción moderna al español de la carta del 18 de julio de 1500

Indica también que cruzaron el ecuador terrestre y llegaron hasta una latitud de 6.ºS (más adelante dice «seis grados y medio»), perdiendo de vista la Estrella Polar. La navegación por estas latitudes no tenía nada de extraordinario en la época ya que, por ejemplo, Bartolomé Díaz había alcanzado los 34.ºS del cabo de Buena Esperanza ya en 1488. La determinación de la latitud al sur del ecuador podría teóricamente realizarse mediante la medida de la altura del Sol y la corrección con la analema, igual que en el hemisferio norte, pero Vespucio no menciona esta técnica en su carta.

Tanto navegamos por la zona tórrida hacia la parte del austro, que nos encontramos bajo la línea equinoccial, y teniendo un polo y el otro a final de nuestro horizonte, y la pasamos por seis grados perdiendo totalmente la estrella tramontana.

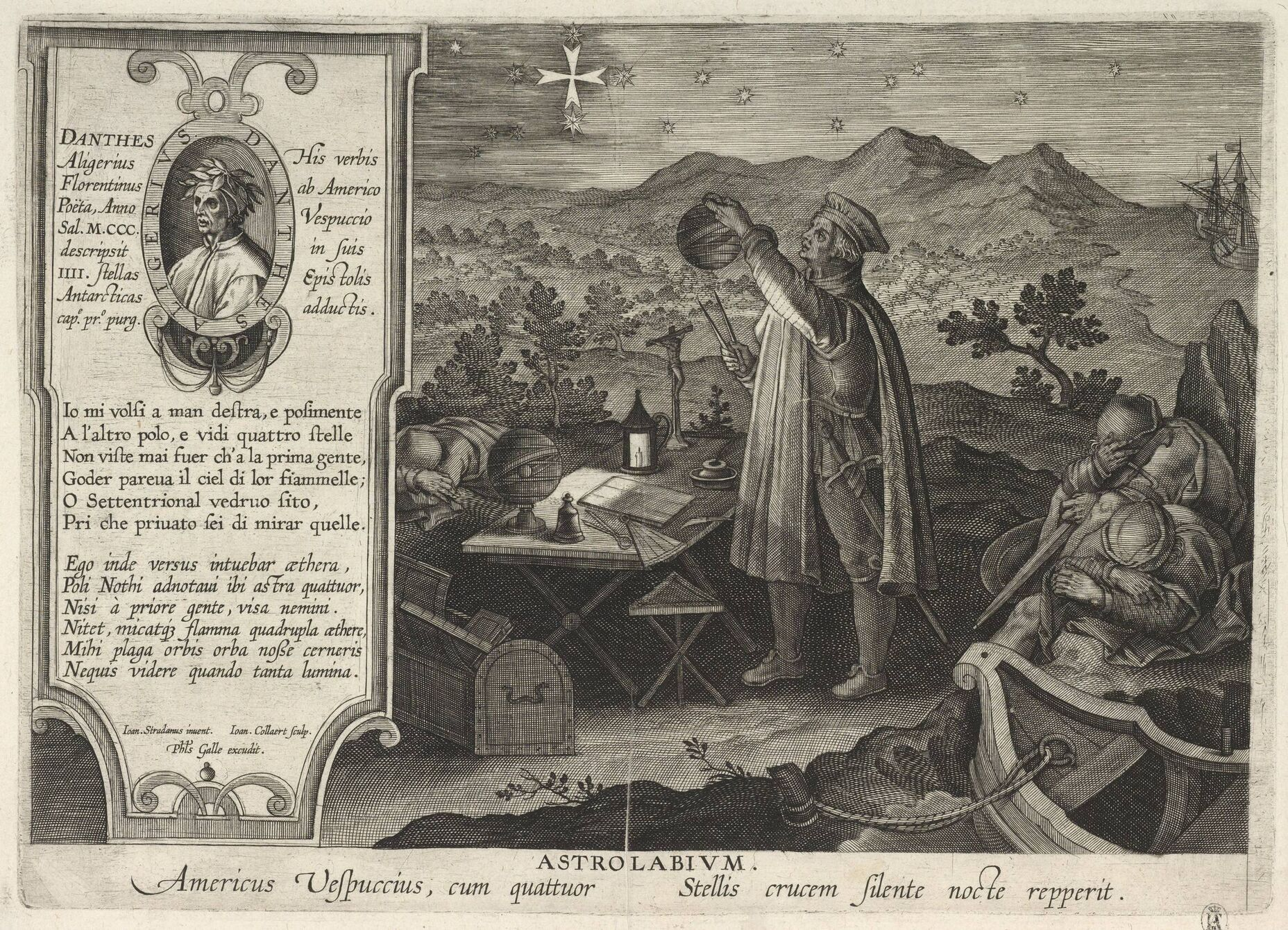
Grabado de hacia 1600 que representa a Vespucio observando la Cruz del Sur.

Vespucio afirma haber buscado sin éxito un equivalente en el sur de la Estrella Polar del hemisferio norte. Su mejor candidata parece haber sido un grupo de cuatro estrellas que formaban «como una almendra», inspirándose de unos versos de Dante que cita:

Y a la derecha vuelto, alcé la mente al otro Polo, y vide cuatro estrellas que solo vio la primitiva gente.

¡Qué alegre el cielo de sus chispas bellas! ¡Oh viudo Septentrión que estás privado eternamente de la vista de ellas!

La escena fue inmortalizada a finales del siglo XVI por el pintor Jan van der Straet, que representó a Vespucio midiendo la posición de la Cruz del Sur. Esta constelación ya había sido divisada por otros muchos marinos europeos y también había sido conocida por los griegos antiguos pero la precesión celeste la había terminado ocultando detrás del horizonte europeo. Sin embargo, en la carta de Vespucio no se menciona ninguna cruz celeste sino cuatro estrellas «como una almendra». Además en la fecha y latitud indicadas las estrellas de esta constelación no se habrían encontrado formando una cruz.
Vespucio también afirma en la carta haber aplicado un método astronómico para calcular la longitud, basándose en una conjunciones de la Luna con Marte, cuya fecha y hora precisa conocía para el meridiano de Ferrara por sus tablas astrológicas. Observando la hora de la conjunción en su posición podría calcular la distancia en grados entre el meridiano de referencia y su propia longitud. Afirma así haber obtenido en la noche del 23 de agosto de 1499 un valor de longitud de 82,5.º al oeste del meridiano de Cádiz (no del de Ferrara).

En cuanto a la longitud digo, que para conocerla encontré tanta dificultad que tuve grandísimo trabajo en hallar con seguridad el camino, que había recorrido siguiendo la línea de la longitud, y tanto trabajé que al fin no encontré mejor cosa que observar y ver de noche la posición de un planeta con otro, y el movimiento de la Luna con los otros planetas porque el planeta de la Luna es más rápido en su curso que ningún otro, y lo comprobaba con el Almanaque de Giovanni da Monteregio, que fue compuesto según el meridiano de la ciudad de Ferrara, concordándolo con los cálculos de la Tablas del Rey Don Alfonso: y después de muchas noches que estuve en observación, una noche entre otras, estando a veintitrés de agosto de 1499, en que hubo conjunción de la Luna con Marte, la cual según el Almanaque debía producirse a media noche o media hora antes: hallé que al salir la Luna en nuestro horizonte, que fue una hora y media después de puesto el Sol, el planeta había pasado a la parte de oriente, digo, que la Luna se hallaba más oriental que Marte cerca de un grado y algún minuto más, y a la media noche se hallaba más al oriente 15 grados y medio, poco más o menos, de modo que hecha la proporción, si 24 horas me valen 360 grados, ¿qué me valdrán 5 horas y media?, encuentro que me valen 82 grados y medio, y tan distante me hallaba en longitud del meridiano de la ciudad de Cádiz, que asignando a cada grado 16 leguas, me encontraba 1,366 leguas y dos tercios más al occidente que la ciudad de Cádiz, que son 15,466 millas y dos tercios. La razón por la cual asigno a cada grado 16 leguas y dos tercios es porque según Tolomeo y Alfragano, la tierra tiene una circunferencia de 24.000 [millas] que valen 6.000 leguas, que, repartiéndolas en 360 grados, corresponden a cada grado 16 leguas y dos tercios, y esta proporción la comprobé muchas veces con el punto de los pilotos, encontrándola verdadera y buena.

Vespucio no da ninguna indicación sobre el territorio en que se encontraba ese 23 de agosto de 1499. Según el investigador Rolando Laguarda Trías, la expedición de Vespucio podría haber estado frente al cabo de la Vela (actual Colombia).
Algunos historiadores, principalmente Pohl, han dado a esta observación astronómica una gran relevancia en la historia de los viajes marítimos. Sin embargo, Fernández-Armesto ha señalado que el valor dado por Vespucio (82,5.º desde el meridiano de Cádiz) es una mera copia del obtenido por Cristóbal Colón en 1494 al observar un eclipse lunar desde la Española, lo cual hace pensar que Vespucio no realizó ninguna medición sino que se limitó a plagiar al Almirante.
En escritos posteriores Vespucio afirma haber enviado un reporte detallado de su método de cálculo de longitudes al rey Manuel I de Portugal pero este lo desestimó. Hoy día se piensa que esa técnica era inviable en la práctica debido a la imprecisión de los relojes e instrumentos de observación disponibles a bordo de un barco en el siglo XVI

### Carta de Cabo Verde (4 de junio de 1501)
Se trata de una carta manuscrita dirigida a Lorenzo di Pierfrancesco desde Cabo Verde el 4 de junio de 1501. Fue encontrada y publicada por Giovanni Battista Baldelli Boni en 1827.
En la carta Vespucio sostiene haber acudido de Sevilla a Lisboa a petición del rey de Portugal. Dice que embarcó en una escuadra que partió el 13 de mayo de 1501, pasó a la vista de las Canarias y llegó al cabo Verde, "principio de la provincia de Etiopía", donde se encontró con otros dos barcos portugueses que regresaban de la India. Existe un informe independiente de este encuentro, en la relación escrita por uno de los pilotos que regresaban a Portugal. Ello da credibilidad al hecho de que Vespucio tomase parte realmente en esa expedición.
El resto de la carta consiste en un resumen de lo que le relataron los participantes en la expedición a la India, que es la que había partido en 1499 capitaneada por Pedro Álvares Cabral, cuyo nombre no se cita. Vespucio informa que los portugueses, tras hacer escala en las islas de Cabo Verde, habían cruzado el Atlántico hacia occidente y encontrado una tierra (el actual Brasil) que «es la misma tierra que yo descubrí para el rey de Castilla, salvo que está más al este». Da después detalles sobre las tierras visitadas por los portugueses, mencionando gran cantidad de ciudades e islas del océano Índico, entre ellas Calicut y una isla que cree debe ser Taprobana. Menciona la existencia de «naves grandísimas» cuyas «velas son de juncos» y no están «fabricadas con hierro sino cosidas con cuerdas». Hace un inventario de la carga que traen las embarcaciones, citando canela, jengibre y otras especias; porcelana, opio y piedras preciosas.

### Carta de Lisboa (1502)
Carta manuscrita enviada, como las anteriores, a Lorenzo di Pier Francesco de Medici desde Lisboa al regresar de la expedición portuguesa en el año 1502. Fue descubierta en la Colección Strozzi y publicada por Francesco Bartolozzi en 1789. Se conserva en dos copias manuscritas prácticamente idénticas, ninguna del puño y letra de Vespucio.
En esta misiva Vespucio relata un viaje portugués de exploración en el que embarcó con un rol que no menciona, continuando la narración iniciada en la carta de Cabo Verde del 4 de junio de 1501. Existe confirmación independiente de la existencia de esta expedición pero la carta de Vespucio es casi la única fuente sobre el itinerario y las vicisitudes de la misma. Afirma que navegaron a las islas de Cabo Verde y desde allí cruzaron el océano hacia occidente. Tras 64 días tocaron tierra en un lugar que Vespucio no precisa y exploraron la costa hasta una latitud de 32.ºS. Luego se adentraron en el océano hasta una latitud que la carta cifra en 50.ºS sin explicar cómo fue medida. Como la latitud de Lisboa es de alrededor de 40.ºN, esto le permitió a Vespucio afirmar que había recorrido «una cuarta parte del mundo» ya que cincuenta y cuarenta suman noventa grados, que es la cuarta parte de la circunferencia terrestre. Años más tarde esta frase sería malinterpretada al pensar que Vespucio quería decir que había recorrido un cuarto continente.
La carta describe la flora, la fauna y los habitantes de estas regiones meridionales, que van desnudos, son barbilampiños y no tienen religión ni estado pero sí guerras. Dice que viven en casas de grandes dimensiones y describe su dieta y sus costumbres, incluyendo el canibalismo ritual.
Vespucio reconoce que la expedición no consiguió ningún beneficio económico pero se excusa en que la misión era solo de exploración. Concluye la carta anunciando una próxima obra titulada Viajes y diciendo que está a la espera de lo que el rey de Portugal decida hacer con él.

### Mundus Novus

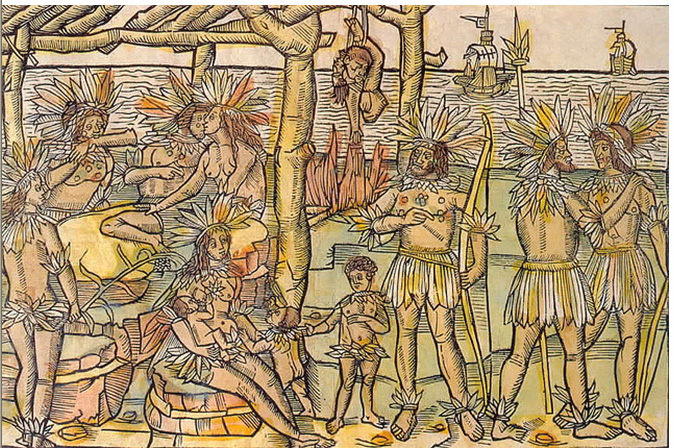
Ilustración de canibalismo en la edición de Mundus Novus impresa en alemán en Augsburgo en 1505.

En 1504 apareció impresa en varias ciudades europeas una obra en latín titulada Mundus Novus que afirmaba ser un resumen traducido de una carta escrita en italiano por «Albericus Vespuccius» desde Lisboa a Lorenzo de Pierfrancesco de Medici. Se cree que la primera edición, al menos de las que se conservaron ejemplares, fue la realizada en Augsburgo y que el éxito editorial de la obra condujo a nuevas ediciones latinas en Venecia y París (ambas en el mismo 1504), y otras posteriores publicadas en Roma, Núremberg, Estrasburgo, Rostock Colonia y Amberes. Se tradujo también al alemán, al neerlandés y al checo pero no al castellano. En 1507 Fracanzio de Montalbodo retradujo al italiano el texto latino (aunque él dice que lo tradujo del español) y tituló su trabajo Paesi novamente retrovati et Novo Mondo da Alberico Vesputio florentino intitulato. Esta versión italiana fue tan popular que Archangelo Madrignano la volvió a traducir al latín y la publicó en Milán en 1508.
Mundus Novus relata el viaje realizado por Vespucio en 1501 en una flotilla de tres naves portuguesas, con datos que parecen correctos pero escritos de manera confusa. Al igual que en la carta de Cabo Verde, afirma que las costas exploradas son tierra firme continental, no islas, y añade que ese continente está «más densamente poblado (...) que nuestra Europa o Asia o África» y que es lícito llamarlo Novum Mundum (Nuevo Mundo). El autor critica la incompetencia de los pilotos portugueses y se presenta como un héroe que gracias a sus conocimientos de cosmografía salva a la expedición. La obra parece estar basada en las cartas auténticas de Américo a Lorenzo escritas en 1501 y 1502 en Cabo Verde y Lisboa, respectivamente, mezcladas con ediciones de terceros que introducen embellecimientos, noticias sensacionalistas y contradicciones significativas. Por ejemplo detalla los bellos cuerpos y activa vida sexual de las indígenas, afirma haber conocido a un hombre que se había comido a otros 300 y sostiene que el Paraíso Terrenal debía encontrarse cerca de las tierras visitadas. Existe una edición que contiene un párrafo llamado Jocundus derivado del apellido de Giovanni del Giocondo, su traductor, donde se sostiene que la determinación de la latitud basándose en la posición de las estrellas es una «audacia sacrílega», denotando la concepción dogmático-religiosa de quien redactó esta porción del documento y su desconocimiento de las técnicas de navegación astronómica preconizadas por Vespucio.
Hacia el final la obra menciona dos viajes que Vespucio habría realizado anteriormente a las órdenes del rey de Castilla «hacia occidente», que no detalla. También anuncia que está preparando una nueva expedición con dos naves.

### ElFragmento Ridolfi
Se trata de fragmentos de una carta manuscrita en toscano, el dialecto italiano de Florencia, sin encabezamiento ni datación. Fue descubierta por Roberto Ridolfi en el Archivo Conti y publicada en 1937, por lo que se le llama Fragmento Ridolfi o también Carta fragmentaria. Se conserva solo una copia manuscrita que no escribió el propio Vespucio. No se conoce el destinatario pero por el idioma y el contenido se puede deducir que se trataba de un humanista florentino versado en cosmografía. El tono indignado sugiere que no estaba dirigida a Lorenzo di Pierfrancesco sino a alguien de mayor confianza, quizás el erudito y geógrafo Zenobio Acciaiuoli o el tío de Vespucio, Giorgio Antonio.
Esta carta es un escrito de respuesta a una lista de objeciones emitidas por lectores de sus cartas anteriores, por ejemplo sobre las distancias que afirma haber recorrido o sobre sus descripciones de los nativos. En respuesta al escepticismo sobre su capacidad para medir la longitud mediante observaciones astronómicas, Vespucio responde que usó eclipses lunares así como las conjunciones de la Luna con los planetas, y que estuvo a 150 grados al este de Alejandría. Estas informaciones son diferentes de las que se encuentran en la famosa carta del 18 de julio de 1500. En este texto Vespucio afirma, por otra parte, haber participado en tres navegaciones: dos «a las partes de occidente por el mar Océano» y una tercera «hacia el sur por el Mar Atlántico».
Hoy día ningún historiador duda de la autenticidad de este manuscrito y de que el autor del texto realmente fuera Vespucci. Sin embargo, cuando se anunció su descubrimiento dos grandes expertos de la época sobre Vespucci, Alberto Magnaghi y Giuseppe Caraci, lo declararon apócrifo y trataron de ocultarlo, ya que el fragmento Ridolfi echaba por tierra gran parte de los argumentos que habían sostenido hasta entonces.

### LaCarta a Soderini

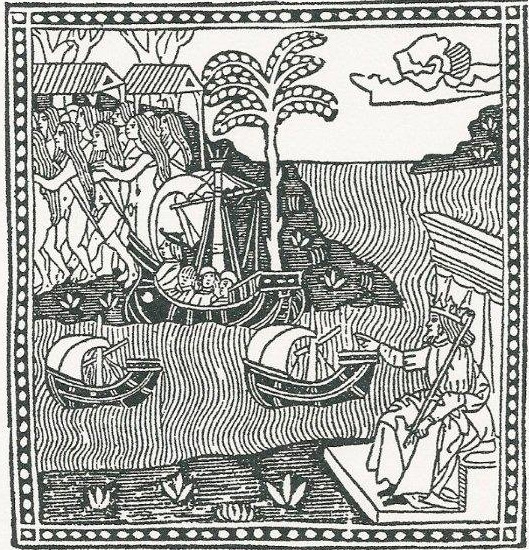
Ilustración de la primera edición de la Lettera, que fue reciclada de una edición anterior de la carta de Colón anunciando el Descubrimiento de las Indias.

La sexta carta, que tuvo varios títulos diferentes y habitualmente se abrevia Lettera, Los cuatro viajes o Carta a Soderini, fue impresa por vez primera en 1505 o quizás a finales de 1504, en italiano. Una edición separada en latín, derivada de una traducción al francés, fue impresa en St. Dié por Martin Waldseemüller en 1507. La carta está fechada en Lisboa a 10 de septiembre (o 4 de septiembre, según las versiones) de 1504 y dirigida al jefe de Estado de Florencia, cargo que por aquella época desempeñaba Piero Soderini. También se conserva el texto en italiano de esta carta en varios manuscritos. Sobre la base de análisis filológicos, parece ser que los manuscritos podrían ser anteriores a las ediciones impresas de la Lettera.
La carta narra en primera persona cuatro viajes transatlánticos, con numerosos episodios de gran sensacionalismo; en concreto:
1. Expedición con cuatro barcos autorizada por el rey Fernando de Castilla; partida de Cádiz el 10 de mayo de 1497 y regreso en 1498 o 1499.
2. Expedición castellana con tres barcos; partida de Cádiz el 16 de mayo de 1499 y regreso el 8 de septiembre.
3. Expedición portuguesa con tres barcos; partida de Lisboa el 10 de mayo de 1501 y regreso vía Sierra Leona y las Azores el 7 de septiembre de 1502.
4. Expedición portuguesa con seis barcos hacia «Melacca»; partida el 10 de mayo de 1503 vía las islas de Cabo Verde y Sierra Leona y regreso el 18 de junio de 1504.

Pohl argumenta que en realidad Américo jamás hubiera podido escribir esta carta a Soderini pues la familia Vespucio estaba enemistada con el magistrado, al punto de que para esa época varios de sus miembros se hallaban implicados en un complot para asesinarlo. El mismo sobrino y discípulo de Vespucio, Giovanni, estaba entre los conspiradores.
Según Pohl, la Lettera fue escrita con la infantil presunción de que, para superar la espectacularidad de los cuatro viajes de Colón, Vespucio también tendría que haber hecho cuatro exploraciones. El escrito afirmaba que el primer viaje se había iniciado en 1497, lo que le habría dado a Américo el título de primer europeo en pisar la masa continental americana, un año antes que Colón. Sin embargo, en distintos lugares de la Lettera resulta evidente un conflicto en la fecha de regreso a puerto del supuesto Vespucio: un párrafo menciona el 8 de octubre de 1498, mientras que otro lo desplaza al 18 del mismo mes y un tercero lo lleva a un año después, el 1 de octubre de 1499. El segundo viaje relatado en la obra, ocurrido en 1499, coincide en el tiempo con la empresa real en la que Vespucio habría participado bajo bandera de Castilla. De igual manera, el tercero no es otro que el auténtico viaje portugués en el que se enroló en 1501. Por el contrario hay división de opiniones sobre si Vespucio participó en la expedición portuguesa de 1503 o no.
Los primeros textos de la Lettera contienen gruesos errores lingüísticos, e incluyen vocablos que no son sino corrupciones de términos que eran mezcla de castellano e italiano, lo cual es difícil de explicar en alguien que, como Vespucio, gozó de una educación de privilegio.
En realidad —sigue Pohl— sus redactores agregaron y describieron en detalle gran cantidad de elementos fantásticos en sus fabricaciones de las exploraciones del florentino, con el fin de generar aún más curiosidad en los lectores y aumentar las ventas, que sin embargo resultaron decepcionantes. En contraste, las cartas de Vespucio a Lorenzo eran relativamente frías, desapasionadas y objetivas.
Henry Harrisse dio una explicación muy diferente para los errores lingüísticos. Según él, Vespucci escribió su relato original en castellano o en portugués. Northup precisó que la lengua de origen fue casi seguro el castellano. La obra fue traducida posteriormente al italiano por alguien que no dominaba la lengua de origen. Esta teoría ha sido respaldada por análisis lingüísticos posteriores.
Para Fernández-Armesto, los editores de la Lettera realizaron un copia-pega de muchas fuentes diferentes, incluyendo algunos textos auténticos de Vespucio y otros publicados por Pedro Mártir de Angleria. En particular, el editor utilizó en el relato del primer viaje pasajes tomados de la carta manuscrita de Vespucci del 18 de julio de 1500, la cual sin embargo se refiere al viaje de 1499-1500 que en la Lettera se presenta como el segundo. La intención del editor o editores no está clara. Ilaria Caraci opina que no se trató de una astuta operación de falsificación, como afirmaba Pohl, sino que la Lettera es más bien una celebración de las hazañas de un compatriota en la que la verdad histórica se deja en un segundo plano.
La Lettera nunca fue publicada en España ni en Portugal posiblemente debido a que allí la población estaba más familiarizada con la historia real, y la edición italiana no parece haber tenido mucho éxito comercial. Por el contrario la versión en latín de Saint Dié se difundió rápidamente por Europa. En 1509 se publicó una traducción al alemán en Estrasburgo y en 1532 el texto latino de la Lettera fue incluido en la obra cosmográfica publicada por Simon Grynaeus en Basilea. Una traducción parcial al italiano fue incluida en la monumental compilación de Navigationi et Viaggi publicada en Venecia en 1550.
Como se ha dicho, estas supuestas epístolas también sitúan a Vespucio en el rol de primer europeo en desembarcar en la parte continental del Nuevo Mundo, con un año de anterioridad a Colón. Fueron publicadas en un período en el que el hijo de Colón, Fernando, se hallaba ocupado en pleitos sobre los títulos prometidos a su padre como descubridor, por lo que cualquier eventual intento de Vespucio por reclamar esos territorios lo habría indignado; sin embargo entre las cartas de Fernando no hay mención de la Lettera ni de las reclamaciones de Américo,[cita requerida] a pesar de que poseía una edición de la Lettera en su biblioteca.

### Relatos de terceros
Existen dos textos, llamados «venecianos», escritos por terceras personas que relatan otros dos supuestos viajes transatlánticos de Américo Vespucio. Estos documentos son casi unánimemente considerados apócrifos y los viajes que relatan, nunca realizados:
- Carta de Girolamo Vianello a la Signoria de Venecia, con fecha de Burgos del 23 de diciembre de 1506, que relata un quinto viaje, hallada por Leopoldo Ranke en el Diario de Sanuto, en la Biblioteca Marciana de Venecia y publicada por primera vez por Alexander von Humboldt en 1839.[l]
- Carta de Francesco Corner a la Signoria de Venecia, fechada el 19 de junio de 1508, que menciona brevemente el que sería un sexto viaje, publicada por primera vez por Henry Harrisse en 1892.

## El nombre del Nuevo Mundo

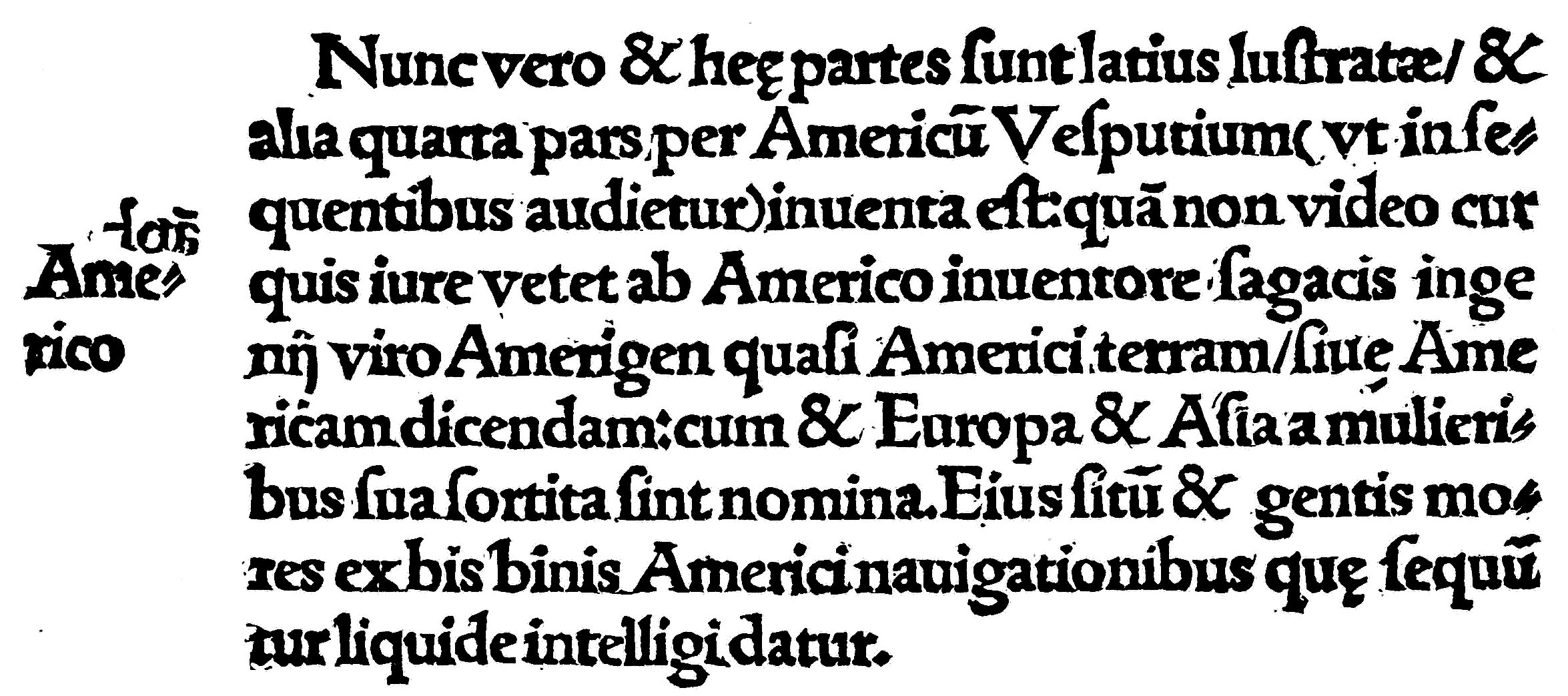
Párrafo de la Cosmographiæ introductio que propone el nombre de América.

Las islas y tierra firme halladas por los descubridores ibéricos al otro lado del Atlántico habían recibido varios nombres, cuya aplicación y aceptación era generalmente regional. Así, los castellanos lo llamaban «las Indias» o «las Antípodas», término muy extendido también entre los humanistas italianos; los portugueses bautizaron las costas brasileñas como «Vera Cruz» o «Tierra de Santa Cruz». Cristóbal Colón descubrió en agosto de 1498, durante su tercer viaje, la desembocadura del río Orinoco y, viendo su enorme caudal, dedujo que la tierra en la que se encontraba era «otro mundo (...) una tierra enorme». Según Fernández-Armesto, debió ser esta la fuente en la que se basó Vespucio para afirmar que la costa que recorrió en su viaje de 1499 era tierra firme continental. En 1504, como muy tarde, Pedro Mártir de Angleria acuñó el término «Nuevo Mundo» para las nuevas tierras, el cual aparece también en el Mundus Novus atribuido a Vespucio.
Sin embargo, estudios recientes han apuntado que el hecho de reconocer a las costas descubiertas como tierra firme o continental en vez de como una isla no quiere decir que Vespucio pensase que se traba de un nuevo continente, distinto de los tres conocidos desde la Antigüedad. Al contrario, Vespucio probablemente pensaba que las nuevas tierras eran una extensión de Asia.
En la imprenta de la abadía de Saint-Dié-des-Vosges en Lorena, trabajaban varios editores que quedaron impresionados por la lectura de las publicaciones que pretendían narrar las proezas vespucianas: habían llegado a sus manos un ejemplar traducido al francés de la Lettera y otro del Mundus Novus, de los tantos que circulaban por Europa.

Martin Waldseemüller, Universalis Cosmographia (1507).

Decidieron dar a conocer las nuevas noticias en la forma de un pequeño tratado llamado Cosmographiae introductio acompañado por una traducción al latín de la Lettera bajo el título Quattuor Americi navigationes (Cuatro viajes de Américo), y publicarlos bajo la forma de un panfleto. El 25 de abril de 1507 salieron del taller las dos primeras ediciones. En el capítulo IX del texto se sugería que el nombre del Nuevo Mundo debería ser América (femenino por analogía a Europa, Asia y África) en honor de quien la reconociera como tal: ab Americo Inventore (...) quasi Americi terram sive Americam (De Américo el descubridor (...) como si fuese la tierra de Américo o América). No se sabe con certeza cuál de los impresores fue el inventor del nombre. El Gymnase Vosgien (Gimnasio de los Vosgos) estaba integrado por Vautrin Lud, Nicolás Lud, Jean Basin, Mathias Ringmann y Martín Waldseemüller. Los especialistas se inclinan por Ringmann o por Jean Basin de Sandacourt, el traductor del Mundus Novus al latín.
Martín Waldseemüller, un destacado humanista alemán y profesor de cartografía que se desempeñaba como dibujante y corrector de pruebas del grupo, inscribió el sonoro nombre en un mapa mural de grandes dimensiones titulado Universalis Cosmographia que incluyó en el panfleto. Allí aparece aplicado a Sudamérica (la primera de las tres Américas en ser llamada así). 
En la parte superior del mapa, a la izquierda, junto a un globo terráqueo en cuyo hemisferio se representa el Viejo Mundo, aparece un retrato de Ptolomeo; a la derecha, junto a un globo semejante con el Nuevo Mundo, el de Vespucio. Además, Waldseemüller confeccionó una versión globular, también llamada mapa en husos o gajos, con el que podría construirse un pequeño globo de unos 11 cm de diámetro, uno de cuyos ejemplares sería regalado al duque de Lorena.
La voz tiene tal eufonía y guarda tanta consonancia con las palabras "Asia" y "África" que inmediatamente se afincó en las lenguas noreuropeas. La Cosmographiae Introductio fue un gran éxito editorial, y rápidamente el vocablo «América» se propagó a otras obras cartográficas: el Globo Verde (ca. 1514), un libro y un globo en husos de Johann Schöner en 1515, un mapa impreso en Salamanca en 1520 y una versión reducida y modificada del mapa de Waldseemüller publicada por Petrus Apianus también en 1520 con el título Tipus Orbis Universalis, aunque su consolidación definitiva llegó con la inclusión en los mapas de Sebastian Münster a partir de 1540.
Sin embargo, el propio Waldseemüller rectificó en un mapa poco posterior (1513) incluido en una edición de la Geographia de Claudio Ptolomeo, llamando al nuevo continente «Terra incognita» y afirmando que su descubridor había sido Colón, no Vespucio. El nombre de América que también tardó en ser adoptado en la península ibérica y sus colonias, en donde el nombre mayoritariamente usado siguió siendo por bastante tiempo el de «Indias occidentales».
El planisferio de Waldseemüller, del que se hizo una tirada de mil ejemplares, se perdió pero fue hallado en 1901 por el profesor Joseph Fischer dentro de un libro olvidado en el castillo de Wolfegg. El mapa en husos usado para construir la esfera había sido recuperado en 1871.

## Posteridad
Se recuerda a Américo Vespucio principalmente porque el continente americano hoy día lleva su nombre, debido a los relatos de viajes recogidos en la Carta a Soderini, que hoy se consideran imaginarios en su mayor parte.
Solo existe consenso sobre su participación en la quinta expedición europea que desembarcó en las costas de Brasil y en el viaje de Ojeda de 1499-1500 que visitó la actual Venezuela, cuyo nombre históricamente se le ha atribuido. Según esa teoría en el hoy conocido como golfo de Venezuela la tripulación de Ojeda observó las viviendas aborígenes erigidas sobre pilotes de madera que sobresalían del agua construidas por los indígenas añú. Dichas viviendas, que llevaban el nombre de palafitos, habrían recordado a Vespucio la ciudad de Venecia en Italia, lo que le inspiró a dar el nombre de Venezziola (Pequeña Venecia) y luego hispanizado a «Venezuela» a la región y al golfo del país americano.
Su trabajo como cosmógrafo es menos famoso. Fue uno de los primeros en describir la corriente del golfo,[cita requerida] descubierta previamente por Antón de Alaminos. Explicó un método para estimar la longitud posicional mediante el estudio de los ciclos lunares y las conjunciones planetarias. Se ha afirmado también que fue el primero en afirmar que las nuevas tierras descubiertas por Colón no pertenecían a Asia sino que eran un continente aparte, si bien otros autores consideran esta interpretación errónea ya que los escritos atribuidos a Vespucio nunca afirmaron que el "nuevo mundo" estuviera rodeado enteramente de agua. En su época fue considerado buen cartógrafo pero hoy día no se conserva ninguno de sus mapas.

### SigloXVI

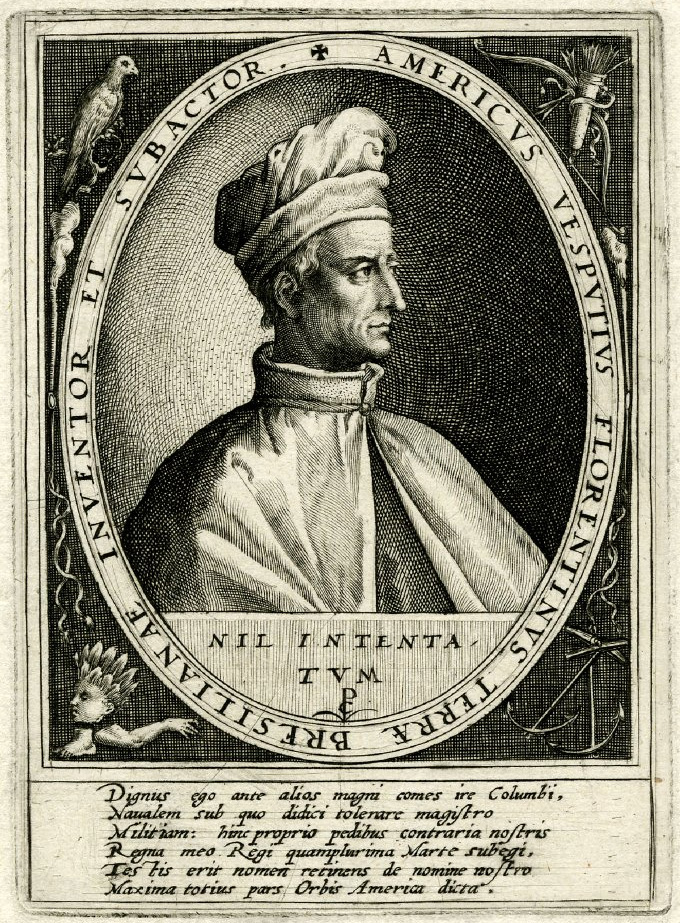
Retrato de Américo Vespucio que lo intitula «descubridor y conquistador de la tierra brasileña».

La atribución del descubrimiento de América a Vespucio, en su viaje de 1497, por los autores de la Cosmographiae introductio alcanzó gran difusión, en el siglo XVI Pedro Apiano recogió esta tesis en su influyente manual publicado en 1524 con el título de Cosmographicus liber, que se difundió por toda Europa. En los años 1540 Nicolás Copérnico mencionó en su obra que América se llamaba así en honor de su descubridor.
En España sin embargo pronto surgieron críticas. Sebastián Caboto acusó a Vespucio poco después de su muerte de haber mentido para apropiarse la gloria del descubrimiento del Nuevo Mundo.
Fray Bartolomé de Las Casas, gran defensor de la figura de Colón, que ignoraba que la Lettera probablemente no había sido escrita en realidad por Vespucio, acusó al florentino de "mentiroso" y "ladrón", denunciando que había robado la gloria que, según él, le pertenecía por derecho al Almirante: 

(...) [al] pretender tácitamente aplicar a su viaje y a sí mismo el descubrimiento de la tierra firme, usurpando al almirante Cristóbal Colón lo que tan justamente se le debía. (...) El nuevo continente debería haber sido llamado Columba, y no como es injustamente llamado, América.

En su Historia general de Indias, De las Casas vapulea el nombre de Vespucio y niega sus logros, en vista de lo que considera un largamente premeditado plan de Vespucio para conseguir que el mundo le reconociera como descubridor de la mayor parte de las Indias.

### SiglosXVIIyXVIII

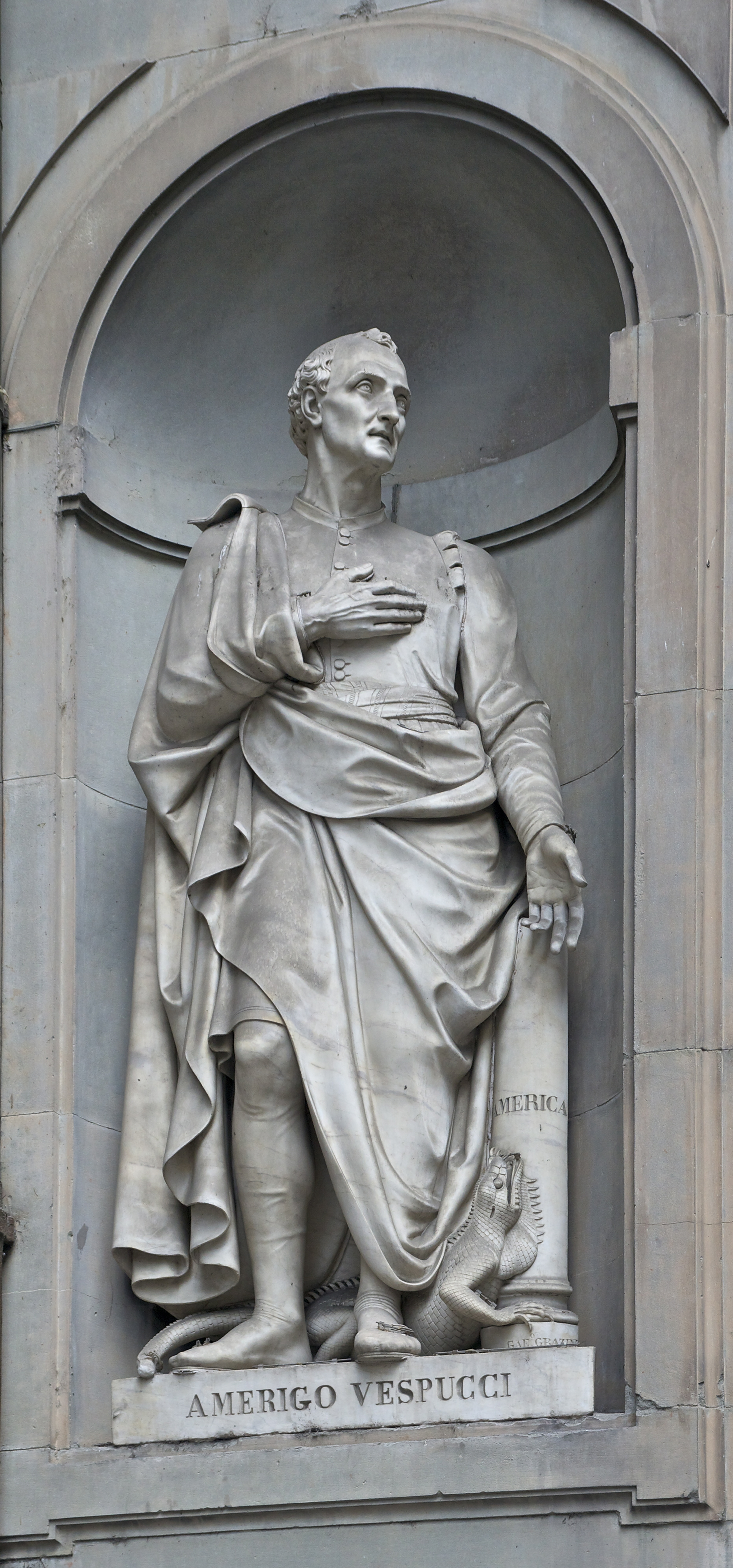
Estatua de Américo Vespucio en la Galería Uffizi, Florencia

Antonio de Herrera, historiador español del siglo XVII  identificó las falsedades de la Carta a Soderini. Durante el siglo y medio siguiente la opinión mayoritaria fue que el nombre de América había sido consecuencia de un fraude.
Fray de Espinosa, en una obra de 1623 resume el pensamiento de la España de la época sobre Vespucio:

(...) él, refiere deberse llamar Colonia de Colon, y no América. Y no sé yo con qué fundamento se la haya usurpado Américo Vespucio, pobre marinero, que ni pasó a aquellas partes de los primeros, ni hizo cosa notable para que su nombre quedase eternizado con la gloria de semejante descubrimiento, pues él no fue quien lo hizo.

El historiador escocés del siglo XVIII William Robertson en su Historia de América, llama a Vespucio «un feliz impostor». De la misma opinión fue el francés Voltaire.
Solo en Florencia, ciudad natal de Vespucio, se siguió defendiendo su prioridad como descubridor del continente americano. En 1745 el florentino Angelo Maria Bandini publicó la primera de las cartas manuscritas en las que Vespucio narró sus viajes. A finales de siglo Francesco Bartolozzi publicó la de 1502. Ambos utilizaron sus hallazgos para defender la veracidad de los escritos publicados bajo el nombre de Vespucio, el Mundus Novus y la Carta a Soderini.

### SigloXIX
Alexander von Humboldt fue el primero que aplicó el método científico al estudio de los viajes de Vespucio, en el segundo volumen de su Examen de l'histoire de la Géographie du Nouveau Continent aux XV et XVI siècles. Humboldt concluyó que la prioridad del descubrimiento de América correspondía a Colón y no a Vespucio pero exculpó a este último de las acusaciones que se le hacían de fraude porque, según Humboldt, las cartas impresas (Mundus Novus y Lettera) habían sido editadas y deformadas de manera confusa e inepta por otras manos. Le siguió un sinnúmero de trabajos de investigación, como los de Armand Pascal d'Avézac (1858), Francisco Adolfo de Varnhagen (1858 a 1872), Henry Harrisse (1892), John Fiske (1892), Henry Vignaud (1916), etc. El metódico erudito Gustavo Uzielli llegó a reunir 280 obras sobre Vespucio en 1892 y aun así su colección distaba de ser completa.
A lo largo de los siglos XIX y XX continuó la controversia entre los partidarios y detractores de Vespucio. Entre los escépticos sobre sus méritos cabe mencionar al geógrafo portugués Manuel Ayres de Cazal, el historiador español Martín Fernández de Navarrete, el astrónomo y ensayista portugués Duarte Leite, el poeta estadounidense Ralph Waldo Emerson, y el británico Clements Markham, editor de las cartas de Vespucio en inglés. Estos autores, en vista de las contradicciones de Mundus Novus con la Lettera y de éstas con el resto de la correspondencia, minimizan el valor documental de estos escritos, reduciéndolos a simples fabulaciones oportunistas hechas con el propósito de ganar notoriedad y títulos.

### SiglosXXyXXI
En el siglo XX se descubrieron nuevos documentos relativos a Vespucio, entre ellos su testamento y el Fragmento Ridolfi. En 1924 el erudito italiano Alberto Magnaghi concluyó, como Humboldt, que el Mundus Novus y la Lettera eran apócrifos; en su opinión el primero constituye una yuxtaposición de esquelas anteriores más varias alteraciones realizadas con cierta habilidad, y el segundo una falsificación casi total; sin embargo, en su concepción, es la correspondencia privada a Pierfrancesco la que sí ofrece evidencias auténticas e invaluables. Magnaghi desecha entonces la existencia del "primer" y "cuarto" viaje de Vespucio (viaje castellano de 1497 y portugués de 1502), aduciendo que existen pruebas sólidas de que nunca los realizó. El historiador estadounidense Frederick J. Pohl arribó a similares conclusiones en 1944, así como Felipe Fernández-Armesto en 2006.
La mayor polémica entre los historiadores, sobre todo hispanoamericanos, se ha centrado en la controversia sobre el descubrimiento del Río de la Plata. Magnaghi le reconoció a la expedición portuguesa de 1501 relatada por Vespucio el descubrimiento del Río de la Plata y de la Patagonia oriental hasta los 50 grados sur. El historiador uruguayo Rolando Laguarda Trías matizó esta tesis, limitando la exploración al paralelo 45.ºS, mientras que el académico argentino Enrique de Gandía le atribuyó a Vespucio el descubrimiento del Plata, la costa patagónica y las islas Malvinas y sostuvo que el florentino habría realizado cinco viajes en total.
En la Compton's Encyclopaedia de 1985, una obra para uso escolar, Vespucio es descrito como «an unimportant Florentine merchant» («un mercader florentino de poca importancia»). El primer monumento americano en su memoria fue erigido en 1987 en la ciudad de Bogotá.
En los años 1990, la italiana Ilaria Luzzana Caraci publicó una compilación de todos los documentos relativos a Vespucio y un análisis de su vida y obra en el que, si bien reconoció que su experiencia como navegante era «discutible», insistió en la importancia de que identificase a Sudamérica como un continente nuevo distinto de Asia. En 2002 esta autora dirigió, por encargo del gobierno italiano, un congreso sobre el viaje portugués de Vespucio de 1501-1502, punto culminante de varias exposiciones y conferencias sobre este personaje.

## Viajes reales o imaginarios atribuidos

### Viaje castellano de 1497-1498/99

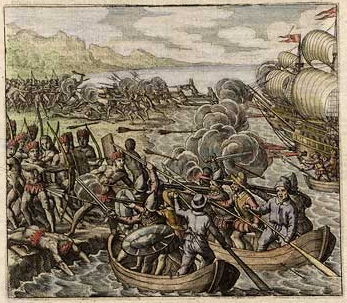
Los castellanos atacan a los indígenas de la isla de Iti. Grabado de finales del

Según la Lettera, el primer viaje de Vespucio habría tenido lugar en 1497. No se cita el nombre del comandante de la flota, habiendo sido evocados los de Juan Díaz de Solís, Vicente Yáñez Pinzón y Juan de la Cosa por diversos historiadores. Tras iniciar el viaje el 10 de mayo de 1497 con cuatro carabelas, siempre según la Lettera, única fuente de este supuesto viaje, se dirigieron a las islas Canarias y tras hacer escala enderezaron el curso hacia occidente.
Después de veintisiete o treinta y siete días de viaje, tocaron tierra en un punto a 16 grados norte y 75 grados al oeste de las Canarias, donde fueron bien recibidos por los nativos con fiestas y magníficas comidas; les ofrecieron además variados obsequios materiales e incluso sus propias mujeres. El texto proporciona poca información geográfica a partir de ahí, limitándose a decir que recorrieron la costa hacia el noroeste a lo largo de 870 leguas y que pasaron por una región llamada Lariab o Parias, que estaba bajo el trópico de Cáncer. Varnhagen especuló sin embargo en 1858 que navegaron por el golfo de México y recorrieron la costa este de los Estados Unidos hasta el golfo de San Lorenzo; esa teoría la aceptaon autores como Harrisse, Vignaud, Levillier y Germán Arciniegas. Después de librar una batalla con los nativos, decidieron regresar a Castilla, mediante escala en la isla de Iti, donde nuevamente entraron en lucha con los indígenas, tomando unos 250 prisioneros. Arribaron a Cádiz en octubre de 1498 o 1499 (la Lettera es contradictoria sobre la fecha).
Actualmente, la mayoría de los historiadores piensa que este viaje es una invención posterior ajena a Vespucio, cuyo relato incluye partes verídicas del auténtico viaje de 1499 a las órdenes de Alonso de Ojeda. Otros creen en cambio que fue real, basándose en dos mapas inmediatamente posteriores a 1499 (el mapamundi de Juan de la Cosa de 1500 y planisferio de Cantino de 1502), en donde según ellos se pueden observar el golfo de México y la península de La Florida. Esta interpretación no es compartida por la mayoría de los historiadores de la cartografía.

### Viaje castellano de 1499-1500

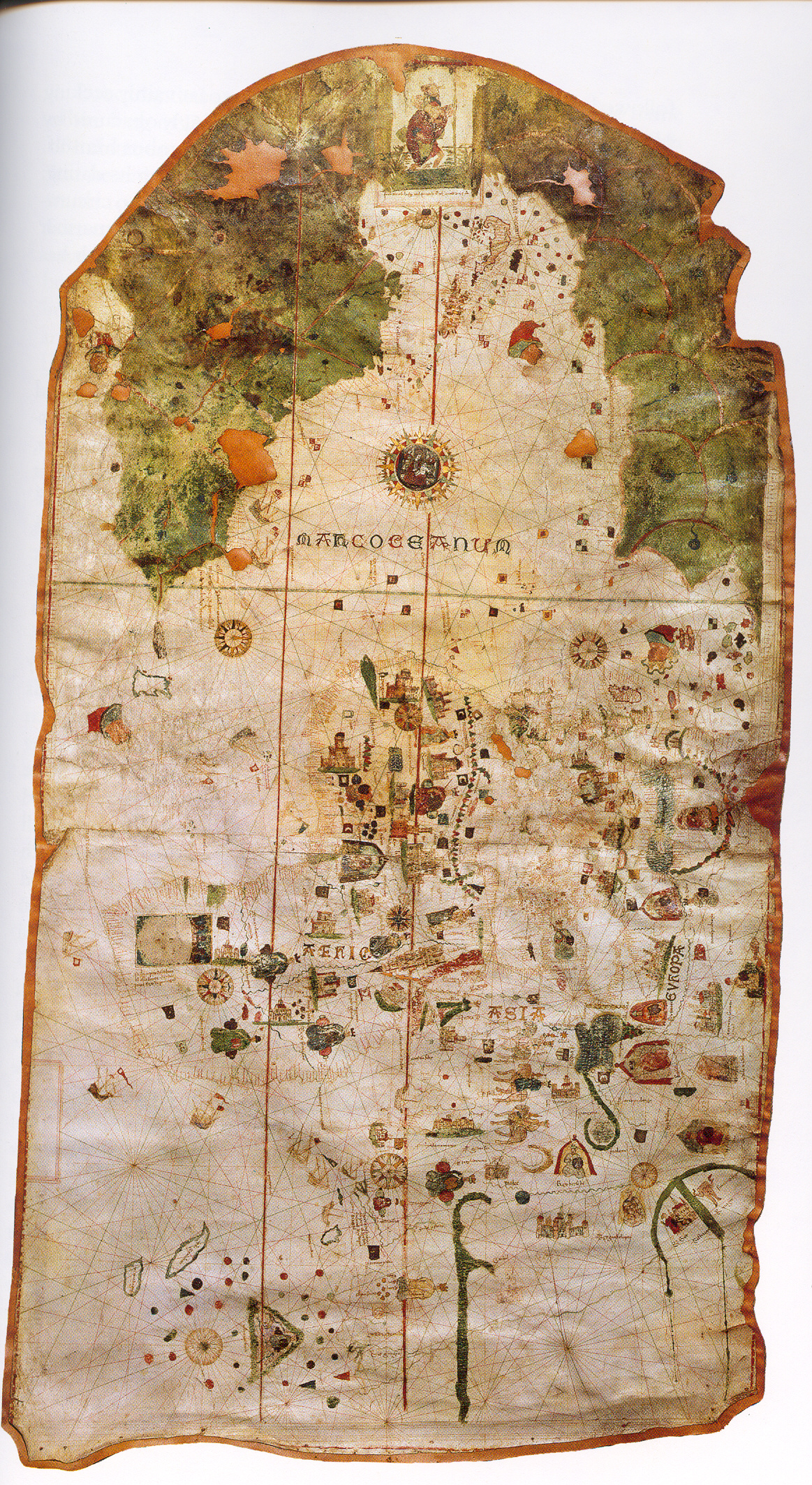
Mapamundi de Juan de la Cosa (1500), que presenta, además de los hallazgos de Pinzón, al que se menciona como descubridor de Brasil, los de la expedición de Ojeda, a quien acompañó Vespucio. Es el mapa existente más antiguo del Nuevo Mundo.

El 16 o 18 de mayo de 1499, Vespucci afirma haber partido de Cádiz en una expedición que los historiadores identifican con la que capitaneó Alonso de Ojeda, que iba acompañado por Juan de la Cosa y otros famosos navegantes como Diego Martín Chamorro, Juan Sánchez, José López y Francisco Morales. Se desconoce el rol de Vespucci en la expedición. Según sus escritos posteriores, era jefe supremo de dos barcos, lo cual se sabe que es falso. Tampoco pudo haber sido piloto, ya que por aquel entonces no tenía experiencia náutica. Quizás fuera su conocimiento de las perlas el motivo de su presencia.
El relato que Vespucci hizo de esta expedición se encuentra en copias de dos cartas y un fragmento de otra. Una de ellas está fechada en Sevilla a 18 de julio de 1500 y dirigida a un «magnífico Lorenzo» que probablemente sea Lorenzo di Pierfrancesco de Médici. La versión de Amerigo contradice todas las otras fuentes sobre el viaje, y hace complicada la reconstrucción de su itinerario.
La reconstrucción más ampliamente aceptada del viaje de Ojeda es la siguiente. Tras partir de Andalucía se encaminaron a las islas Canarias y de allí navegaron durante 24 días hasta ver tierra, recorriendo a continuación el margen septentrional de Sudamérica.
Vespucio avanzó hasta el cabo de San Agustín (también llamado Consolación), a unos 6.º de latitud sur; creyó allí estar cerca de una ruta a Asia. En junio de 1500, tras avanzar dos grados más, decidió retornar a Europa porque su tripulación se encontraba cansada y deteriorada anímicamente, tomando primero la ruta al Caribe por la costa: allí exploró la desembocadura del río Amazonas. Alcanzó la isla Trinidad, avistó las desembocaduras de los ríos Esequibo y Orinoco y exploró este último con algún detenimiento. Atravesó el golfo de Paria, pasó por la isla Margarita y luego por la que llamó "De los Gigantes" (actual Curazao), donde intentó raptar a una joven para llevarla a Castilla como muestra y fracasó debido a la resistencia de los pobladores. El nombre de Venezuela históricamente se ha atribuido a Vespucio, que habría acompañado a Alonso de Ojeda en esta expedición de 1499 por la costa noroccidental del país, hoy conocida como golfo de Venezuela. La tripulación observó las viviendas aborígenes erigidas sobre pilotes de madera que sobresalían del agua construidas por los indígenas añú. Dichas viviendas, que llevaban el nombre de palafitos, habrían recordado a Vespucio la ciudad de Venecia en Italia (Venezia, en italiano), lo que le inspiró a dar el nombre de Venezziola o Venezuela ('Pequeña Venecia') a la región. La expedición bordeó la península de la Guajira hasta el cabo de la Vela. Durante todo este derrotero tomó anotaciones de la fauna y flora; describió asimismo el aspecto y las costumbres de los nativos; en Cubagua intercambió baratijas por perlas y otros tesoros de los aborígenes. Al mes siguiente arribó a La Española.
Prosiguieron hacia las Lucayas para capturar esclavos. Amerigo estaba aún convencido de estar navegando por el extremo oriental de Asia, en donde Ptolomeo creía que existía una península en la que se ubicaba el mercado de Catigara. Buscó entonces el extremo de esta prolongación de tierra, al que llamó "Cabo Catigara". Creía que pasado este punto hacia el sur se alcanzaba el gran mar que bañaba las costas meridionales asiáticas.
Américo afirma haber retornado a España enfermo con fiebres.

### Viaje portugués de 1501-1502

Planisferio de Cantino (1502), el mapa portugués más antiguo conocido que incluye a América.

Mapa del Atlas Miller (1519) que muestra la costa de Brasil y el Río de la Plata.

El rey Manuel I de Portugal envió una expedición de exploración al Brasil para investigar sobre los territorios descritos por Pedro Álvares Cabral. Vespucio tomó parte en ella, con un papel que se desconoce. Tampoco se conoce el nombre del capitán de la empresa; según algunos autores fue Gonzalo Coelho.
En mayo de 1501 (las fuentes señalan el 10, el 13 o el 31 de mayo) la expedición izó velas con el propósito, según Pohl, de encontrar el estrecho de Catigara, al que Ptolomeo había creído que conducía a Asia.
Pasaron por las islas Canarias sin detenerse, llegaron a Bezeneghe (actual Dakar) y luego se dirigieron a las islas de Cabo Verde. Tras una breve estadía allí, la flotilla inició el 15 de junio el cruce del Atlántico. Este trayecto fue muy penoso y demoró más de sesenta días en atravesar la parte angosta del océano, cuando Colón había tardado solamente treinta y siete en cruzar la parte ancha.
A principios de agosto arribaron a las costas del actual Brasil, en un punto que Vespucio no menciona y que los historiadores modernos sitúan entre Ceará y Río Grande do Norte.
Navegaron hacia el sur a lo largo de la costa de Sudamérica. Según Varnhagen, primero reavistaron el cabo de San Agustín (28 de octubre); luego continuaron nombrando los accidentes geográficos a la usanza de la época, basándose en el santoral católico: el cabo de San Roque (16 de octubre), la bahía de Todos los Santos (1 de noviembre), el río de Santa Lucía (13 de diciembre), etc. El 1 de enero de 1502 arribaron a la bahía de Guanabara en Río de Janeiro.
Según Arciniegas, el 15 de febrero, al alcanzar el punto de la costa donde los portugueses pensaban que el Tratado de Tordesillas había situado el límite de las jurisdicciones entre Portugal y de Castilla y Aragón, se habría producido una discusión entre los navegantes sobre la ruta a seguir. Vespucio consideraba fundamental el continuar revelando la extensión del Nuevo Mundo hacia el sur, mientras que el comandante opinaba lo contrario, en vista de la ilegalidad del acto. Finalmente el florentino se habría impuesto. El padre Ayres de Cazal menciona el hallazgo en un punto costero a 25.º35'S (referido como la entrada del "río Cananea", nombre acuñado con posterioridad a Vespucio) de una pieza de mármol de 80 por 40 por 20 centímetros enclavada en el suelo y esculpida con el escudo de armas de Portugal. Magnaghi cree que la columna solo pudo ser puesta en 1502 por la expedición en la que iba Vespucio.
La expedición prosiguió hacia el sur pero su ruta exacta es desconocida. Vespucio se limita a afirmar que alcanzaron una latitud de 50.ºS y apuntó la ocultación de la Osa Mayor y de la Osa Menor por debajo del horizonte en los cuatro meses y veintiséis días en los que permanecieron al sur del trópico de Capricornio. Pohl supuso que habrían seguido bordeando el continente, descubriendo el Río de la Plata y a continuación la Patagonia, en la actual Argentina; Arciniegas lo hace llegar hasta el estrecho de Magallanes, las islas Malvinas y las Georgias del Sur. En cambio, otros autores como Ernesto Basilico sostienen opiniones totalmente opuestas: "Vespucio no descubrió ni el Río de la Plata ni la Patagonia, y, por lo tanto, no fue el precursor de Solís ni de Magallanes".
Finalmente emprendieron el regreso. Según la Lettera, la flotilla arribó a la costa de Sierra Leona el 10 de mayo de 1502, incendió una de sus naves, que se encontraba en pésimo estado y permaneció en tierra por espacio de quince días. Continuó hacia las islas Azores, a donde llegó a fines de julio. Allí estuvo otra quincena y volvió a Lisboa el 7 de septiembre de 1502. Según el autor de Mundus Novus, supuestamente Vespucio, las tierras visitadas por los portugueses en este viaje formaban parte de un continente al que llama Nuevo Mundo.

### Viaje portugués de 1503-1504

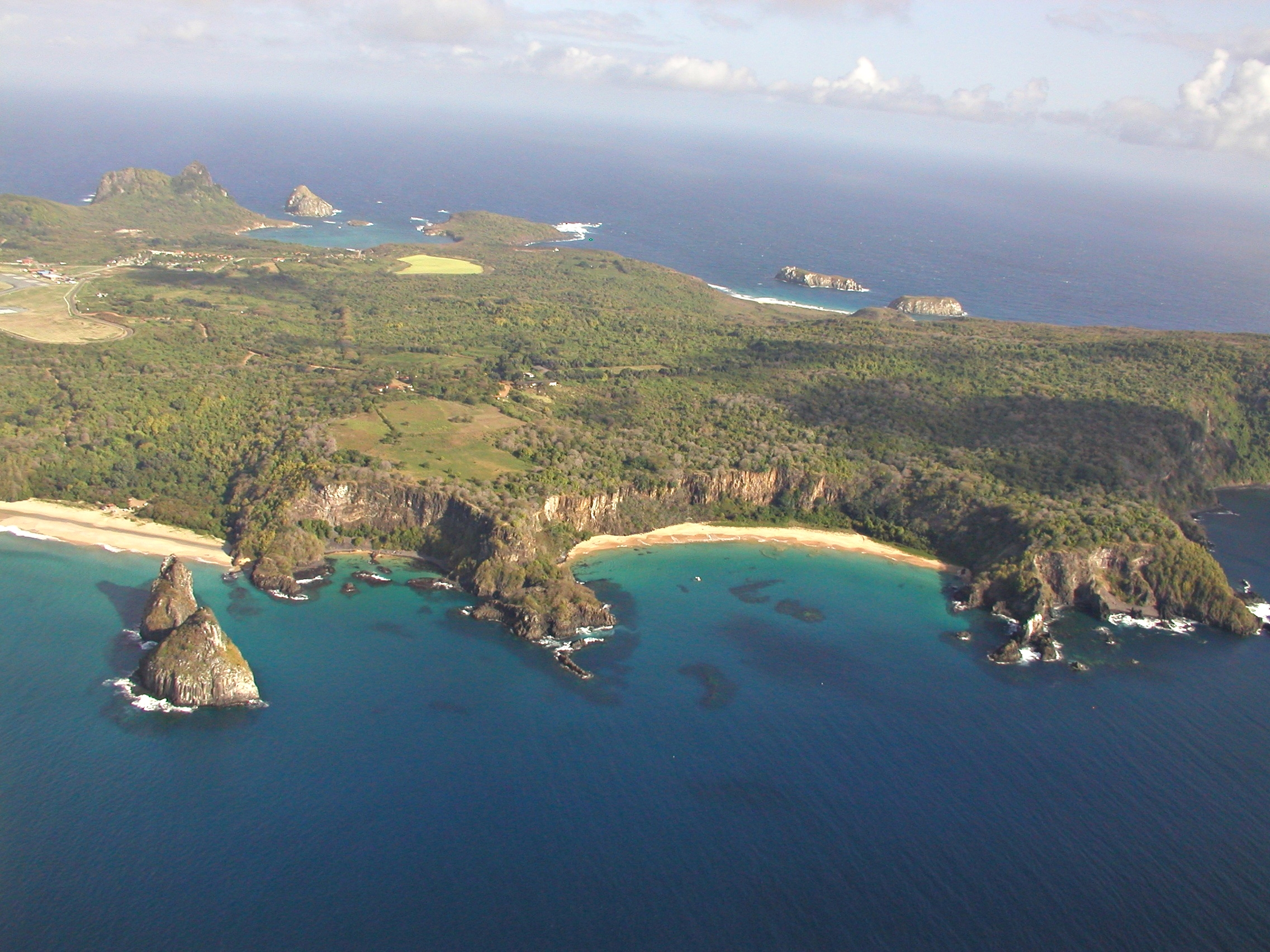
Vista aérea sobre el archipiélago de Fernando de Noronha.

Según la Lettera, la única y dudosa relación de este supuesto viaje de Américo Vespucio, el rey Manuel I de Portugal habría preparado otra expedición bajo las órdenes de Gonzalo Coelho, lo cual disgustó al florentino, pues no compartía los planes de navegación del comandante y lo creía presuntuoso y terco. Financiada según Levillier por Fernando de Noronha, la flotilla de seis naves partió el 10 de mayo de 1503 y su principal objetivo era descubrir la ubicación de la isla de Malaca.
Según sigue relatando la Lettera, se dirigieron a Sierra Leona, donde pasaron un tiempo explorando en medio de muy malas condiciones climáticas. El 10 de junio de 1503, tocaron tierra en las islas de Cabo Verde; poco después emprendieron curso hacia la Bahía de todos los Santos. En medio del cruce del Atlántico, se toparon con el pequeño archipiélago de Fernando de Noronha al que Vespucio juzgó una «verdadera maravilla de la naturaleza». Allí la flota se dispersó: en la Lettera el supuesto Vespucio afirma que la nave capitana de Coelho, a quien critica constantemente, se fue a pique. Los registros documentales de la época no hacen ninguna mención o referencia al incidente. Vespucio continuó viaje hacia el Brasil con las dos únicas naves de las que disponía. Navegó la costa del continente hasta las inmediaciones del Río de la Plata y regresó por la misma ruta. Construyó un pequeño fuerte, en el que dejó a veinticuatro marineros junto con alimentos para seis meses, doce bombardas y demás armas, cargó las naves con palo brasil y, obligado por lo escaso de su tripulación y por la falta de aparejos, volvió a Portugal, fondeando en Lisboa el 18 de junio de 1504.

### Viaje castellano de 1504-1506
Según una carta de Girolamo Vianello, veneciano al servicio de la corona de Castilla a la Signoria de Venecia, fechada en Burgos a 23 de diciembre de 1506, Vespucio («Almerigo fiorentino») habría participado en un viaje liderado por «Zuan biscaino» (probablemente Juan de la Cosa), cuyos supervivientes habían regresado a España algún tiempo antes.
Siempre según Vianello, esta armada exploró unas costas indefinidas del continente americano, donde entró varias veces en combate con indígenas, tanto en tierra como en el mar. Los castellanos consiguieron muchas perlas pero perdieron todas sus naves, que eran más de tres, y quedaron aislados en la tierra firme durante 96 días, sufriendo el asedio de los indios en una fortaleza improvisada y muchas muertes por enfermedades. Al cabo de ese tiempo, 34 supervivientes partieron hacia la isla Española a bordo de bateles a los que les habían recrecido las bordas, mientras 10 voluntarios permanecieron en la fortaleza. Los bateles lograron alcanzar la Española y de allí algunos supervivientes regresaron a España a bordo de dos carabelas.
Los antecedentes epistolares de Vianello lo muestran como una fuente creíble, y los registros oficiales de Venecia y las fechas de emisión y recepción de la carta prueban que es auténtica. Además, existe constancia de que Juan de la Cosa regresó en 1506 de un viaje a las Indias que había emprendido dos años antes, en 1504. Sin embargo, existe en los archivos de la Casa de contratación abundante documentación que demuestra que Vespucio estaba en Castilla en junio de 1505 y también a partir de septiembre de 1506.
En general, la historiografía tiende a negar la existencia de este viaje o al menos la participación de Vespucci en él. Solo Arciniegas admitió que Vespucci pudo participar en un breve viaje de a lo sumo tres meses, tiempo apenas suficiente como para hacer una muy breve visita, quizás a la costa de las Perlas, en el Caribe.

### Viaje castellano de 1507/1508
La ruta del viaje de 1505 habría sido repetida por De la Cosa y Vespucio dos o tres años más tarde. Al igual que con el viaje anterior, no existe evidencia documental directa de que esto realmente haya sucedido, por lo que suele ser rechazado por la historiografía moderna. La única y muy breve referencia a esta empresa la da el embajador de Venecia en la corte de Castilla, Francesco Corner, en una de sus cartas a su Signoría, escrita desde Burgos el 19 de junio de 1508, en la que expresa que la expedición tendría por fin arribar a tierra firme con el propósito de transbordar oro.

### Citas
1. ↑  Varela, Consuelo, «Amerigo Mateo Vespucci», Diccionario biográfico español, Real Academia de la Historia. «En la Junta de Toro (febrero de 1505) se decidió nombrar a Vicente Yañez Pinzón y a Américo Vespucci capitanes de una próxima expedición a la Especiería, concediéndosele a Vespucci la carta de naturaleza que le confería la condición de castellano a todos los efectos».
2. ↑  Fernández-Armesto, p. 25.
3. ↑  Wills, 35.
4. ↑  Fernández-Armesto, pp. 17-20.
5. ↑  Fernández-Armesto, p. 9.
6. ↑  Pohl, 14.
7. ↑  Lester y Foster, 58.
8. ↑  Pohl, 17-18.
9. ↑  Ober.
10. ↑  Fernández-Armesto, p. 24.
11. ↑  Fernández-Armesto, p. 17.
12. 1 2 3 4  Fernández-Armesto, pp. 25-26.
13. 1 2 3 4 5 6 7 8 9 10 11 12 13 14 15 16 17 18 19 20  Arciniegas
14. ↑  Pohl, 18.
15. ↑  Pohl, 27.
16. ↑  Fernández-Armesto, p. 39.
17. ↑  Fernández-Armesto, p. 27.
18. ↑  Fernández-Armesto, p. 40.
19. ↑  Archivo del Estado Florentino, M. A. P., F. LXVIII, c. 650.
20. ↑  Pohl, 29.
21. ↑  Fernández-Armesto, pp. 51-52.
22. ↑  Pohl, 36.
23. 1 2 3 4  Fernández-Armesto, pp. 55-60.
24. ↑  Fernández-Armesto, p. 52.
25. ↑  Gould, Alicia. Nueva lista documentada de los tripulantes de Colón en 1492, Real Academia de la Historia, 1984 (reimpresión). ISBN 84-600-3829-7. Páginas 309-318.
26. ↑  Varela, pp. 60-61.
27. ↑  Robles Macías, Luis A. (julio de 2015). «Amerigo Vespucci en Sanlúcar de Barrameda en 1496». Cartare (5): 1-30. Consultado el 6 de septiembre de 2015.
28. 1 2 3 4 5  Fernández-Armesto, pp. 67-71.
29. ↑  Fernández-Armesto, pp. 88-891.
30. 1 2 3 4 5  Fernández-Armesto, pp. 89-91.
31. 1 2  Fernández-Armesto, pp. 170-171.
32. 1 2  Fernández de Navarrete, 294.
33. ↑  Fernández-Armesto, pp. 55-56.
34. 1 2  Fernández-Armesto, pp. 172-173.
35. ↑  Fernández de Navarrete, 328.
36. 1 2 3 4  Fernández-Armesto, pp. 178-180.
37. ↑  Pohl, 184.
38. ↑  Hugh Thomas, p. 325.
39. ↑  Pohl, 193.
40. ↑  Metcalf, Alida C. (2012). «Amerigo Vespucci and the Four Finger (Kunstmann II) World Map». e-Perimetron 7 (1): 36-44.
41. ↑  Davies, Arthur (1954). «The Egerton MS. 2803 map and the Padrón Real of Spain in 1510». Imago Mundi 11: 47-52.
42. 1 2  Fernández-Armesto, pp. 181-183.
43. ↑  Raccolta Colombiana, 94.
44. ↑  Véase transcripción del testamento en Ilaria Caraci. El texto menciona los nombres y orígenes de otras dos esclavas: "Leonor, del Cabo de Aguer", y "Anica" "negra de Guinea".
45. ↑  Varela Bueno.
46. ↑  Testamento transcrito por Consuelo Varela en Varela, Consuelo (1988). Colón y los florentinos. Madrid: Alianza América. ISBN 84-206-4222-3.
47. 1 2  «Américo Vespucio: un mercader en Sevilla, un navegante en América». El documento del mes. Junta de Andalucía. Mayo de 2012. Consultado el 10 de octubre de 2018.
48. ↑  Archiniegas, 1954.
49. ↑  Fernández-Armesto, pp. 102-103.
50. 1 2 3 4 5  Fernández-Armesto, pp. 114-115: «None of these documents, as far as we know, is in Vespucci's hand».
51. ↑  Formisano
52. ↑  Levillier (1954), 37-46.
53. ↑  Bandini.
54. ↑  Fernández-Armesto, p. 69.
55. ↑  Pohl, 91.
56. 1 2  Romero, 57-59.
57. ↑  Vargas Martínez, Gustavo (1996). «Vespucio en el Cabo de la Vela: 23 de agosto de 1499, el primer explorador en la costa atlántica colombiana». Bogotá: Biblioteca virtual del banco de la República.
58. ↑  Fernández-Armesto, pp. 83-84.
59. 1 2  Soares Pereira, Moacyr (1979). Capitães, naus e caravelas da armada de Cabral., p. 114.
60. ↑  Véase transcripción del original en italiano en Luzzana Caraci, Ilaria (1999). Amerigo Vespucci, Nuova raccolta colombiana, v. 21.1.
61. 1 2 3  Fernández-Armesto, pp. 91-94.
62. ↑  Formisano, Luciano; Masetti, Carla (2007).  Società Geografica Italiana, ed. America sive Mundus Novus. Le lettere a stampa attribuite ad Amerigo Vespucci. Roma., páginas 161-163.
63. ↑  Fernández-Armesto, pp. 120-126.
64. ↑  Levillier, Roberto (1957). «Mundus Novus». Ediciones de los anales de la Universidad de Chile: p. 13. Consultado el 26 de julio de 2019.
65. ↑  Formisano, Luciano; Masetti, Carla (2007).  Società Geografica Italiana, ed. America sive Mundus Novus. Le lettere a stampa attribuite ad Amerigo Vespucci. Roma. pp. 26-28.
66. ↑  Fernández-Armesto, pp. 183-184.
67. ↑  Pohl, 149.
68. ↑  Pohl, 150.
69. 1 2  Fernández-Armesto, p. 116.
70. ↑  Formisano.
71. ↑  Véase transcripción del original en italiano en Luzzana Caraci, Ilaria (1999) Amerigo Vespucci, Nuova raccolta colombiana, v. 21.1.
72. 1 2  Fernández-Armesto, pp. 117-119.
73. ↑  Chegai, Vittoria (2014). «Amerigo allo specchio della cri».  En Giuliano Pinto, Leonardo Rombai, Claudia Tripodi, ed. Vespucci, Firenze e le Americhe: atti del Convegno di studi (Firenze, 22-24 novembre 2012) (en italiano). Leo S. Olschki. pp. 285-299. ISBN 9788822262875. OCLC 884275928.
74. ↑  Fernández-Armesto, p. 159.
75. 1 2 3 4 5 6  Fernández-Armesto, pp. 126-135.
76. 1 2 3 4  McIntosh, Gregory C (2011). «Martin Waldseemüller, Amerigo Vespucci, and the So-Called "Error" of the "Abbey of All Saints"». Terrae Incognitae 43 (2): 134-159.
77. ↑  Chegai (2014), que cita a Luciano Formisano sin precisar la referencia.
78. ↑  Pohl, 152.
79. ↑  Pohl, 151.
80. ↑  Pohl, 155.
81. 1 2  Pohl, 154.
82. ↑  Northup, George Tyler (1916).  Princeton University Press, ed. Amerigo Vespucci Letter to Piero Soderini, Gonfaloniere. The year 1504. Princeton, N. J., pp. 23-52.
83. ↑  Formisano, Luciano (2014). «Le lettere di Amerigo Vespucci e la 'questione vespucciana'».  En Giuliano Pinto, Leonardo Rombai, Claudia Tripodi, ed. Vespucci, Firenze e le Americhe: atti del Convegno di studi (Firenze, 22-24 novembre 2012) (en italiano). Leo S. Olschki. pp. 269-283. ISBN 9788822262875. OCLC 884275928.
84. ↑  Chegai (2014), que cita el libro Amerigo Vespucci, Roma, IPZS, pp. 125-126.
85. ↑  Masetti, Carla (2014). «L'immagine del Nuovo Mondo nelle xilografie delle lettere a stampa vespucciane».  En Giuliano Pinto, Leonardo Rombai, Claudia Tripodi, ed. Vespucci, Firenze e le Americhe: atti del Convegno di studi (Firenze, 22-24 novembre 2012) (en italiano). Leo S. Olschki. pp. 183-215. ISBN 9788822262875. OCLC 884275928.
86. ↑  Fernández-Armesto: 129.
87. 1 2  Fernández-Armesto, pp. 146-147.
88. ↑  Fernández-Armesto, p. 184.
89. ↑  Lehmann, Martin (enero de 2013). «Amerigo Vespucci and His Alleged Awareness of America as a Separate Land Mass». Imago Mundi 65 (1): 15-24. ISSN 1479-7801 0308-5694, 1479-7801 |issn= incorrecto (ayuda). doi:10.1080/03085694.2013.731201.
90. ↑  García Redondo, José María (2018). «Waldseemüller's 1507 World Map as Speculative Cartography. Landscapes on the Edge».  En Angelo Cattaneo, Francisco Contente Domingues, ed. Shores of Vespucci: a historical research of Amerigo Vespucci's life and contexts. Passagem. Berlin: Peter Lang. pp. 111-128. ISBN 978-3-631-65601-3.
91. 1 2 3  Varela Bueno, 19.
92. ↑  Pohl, 383.
93. 1 2  Fernández-Armesto, p. 189.
94. ↑  Marcou.
95. ↑  Heinrich.
96. ↑  «Américo Vespusio».
97. ↑  Lehmann, Martin (2013). «Amerigo Vespucci and His Alleged Awareness of America as a Separate Land Mass». Imago Mundi. 65-1: 15-24.
98. 1 2 3 4  Fernández-Armesto, pp. 195-196.
99. 1 2 3 4  Cohen.
100. ↑  Espinosa, 24.
101. ↑  Fernández-Armesto, p. 199.
102. 1 2  Magnaghi.
103. ↑  Gandía (1977).
104. ↑  Gandía (1991).
105. 1 2  Galliano, Graziella (2011). Amerigo Vespucci alla luce di studi italiani recenti. Consultado el 21 de julio de 2013. (enlace roto disponible en Internet Archive; véase el historial, la primera versión y la última).
106. ↑  Davies, Arthur (1954). «O problema vespuciano». Inneu de Camargo Schützer (trans.). Revista de História (19): 195-200.
107. ↑  Carta del 18 de julio de 1500. Theodor De Bry en sus Grands Voyages incluye un grabado que retrata la escena.
108. ↑  Pohl, 104.
109. ↑  Varnhagen, 93-94.
110. ↑  Cazal, 228
111. ↑  Magnaghi, 190.
112. ↑  Pohl, 124.
113. ↑  «Copia archivada». Archivado desde el original el 16 de mayo de 2008. Consultado el 6 de mayo de 2008.
114. ↑  Humboldt: 107.
115. 1 2 3  Lester, 213.
116. ↑  Levillier (1951), 48.
117. ↑  Texto transcrito en Luzzana Caraci, Ilaria (1999) Amerigo Vespucci, in Nuova raccolta colombiana, v. 21.1: Documenti (parte seconda), pp. 88-168. Istituto poligrafico e Zecca dello Stato., pp. 148-150.
118. ↑  Francisco López de Gómara, Historia general de las Indias (1552), cap. 70.
119. ↑  Cervera Pery, José (2000). «Juan de la Cosa: el marino y el hombre». Cuadernos Monográficos del Instituto de Historia y Cultura Naval (35): 49-57. Consultado el 26 de marzo de 2010.
120. ↑  Vignaud, Henry (1911). «Americ Vespuce, ses voyages et ses découvertes devant la critique». Journal de la Société des Américanistes 8 (1): 75-115. Consultado el 27 de noviembre de 2016.. El viaje de 1504-1506 se discute en las páginas 100-102.
121. ↑  Biblioteca Nazionale Marciana, Ms. It. VII, 1108 (= 7448) c. 338 r, Venecia.
122. ↑  Raccolta Colombiana: 94-95.